# Humains de Dragon Ball
 (juin 2021).
Si vous disposez d'ouvrages ou d'articles de référence ou si vous connaissez des sites web de qualité traitant du thème abordé ici, merci de compléter l'article en donnant les références utiles à sa vérifiabilité et en les liant à la section « Notes et références ».
Cet article présente la liste des humains de Dragon Ball.
- Haut – A
- B
- C
- D
- E
- F
- G
- H
- I
- J
- K
- L
- M
- N
- O
- P
- Q
- R
- S
- T
- U
- V
- W
- X
- Y
- Z

## A

### Ackman
Ackman, ou Diableman, est l'un des cinq combattants de Baba la voyante.
Avant dernier combattant de Baba, Diableman est un homme grand, athlétique, possédant une paire d'aile et une fourche lui donnant une allure démoniaque. Très combattant et vainqueur de deux Tenkaichi Budokaï, sa technique spéciale est potentiellement l'une des plus puissante du manga : il se concentre pour faire exploser le vice caché au fond des Hommes. Cependant cette technique n'a aucun effet sur Son Goku car ce dernier possède le coeur pur.

### Angela
Angela (エンジェラ, Enjera) apparaît au début de la saga Boo. Cette jeune fille rousse est dans la même classe que Son Gohan au lycée de Mr Satan. Dans l'anime, Son Gohan se pose un jour sur le toit de l'école en tant que Great Saiyaman et il croit qu'elle l'a reconnu. Peu après, Son Gohan sort avec elle par obligation, et Angela lui avoue qu'elle connaît son secret. En fin de compte, il s'agissait juste du caleçon de Son Gohan comportant des décalcomanies, et non de ses super-pouvoirs qu'elle n'avait en fait pas remarqués sans ses lentilles.

### Arbitre du Tenkaichi Budokai

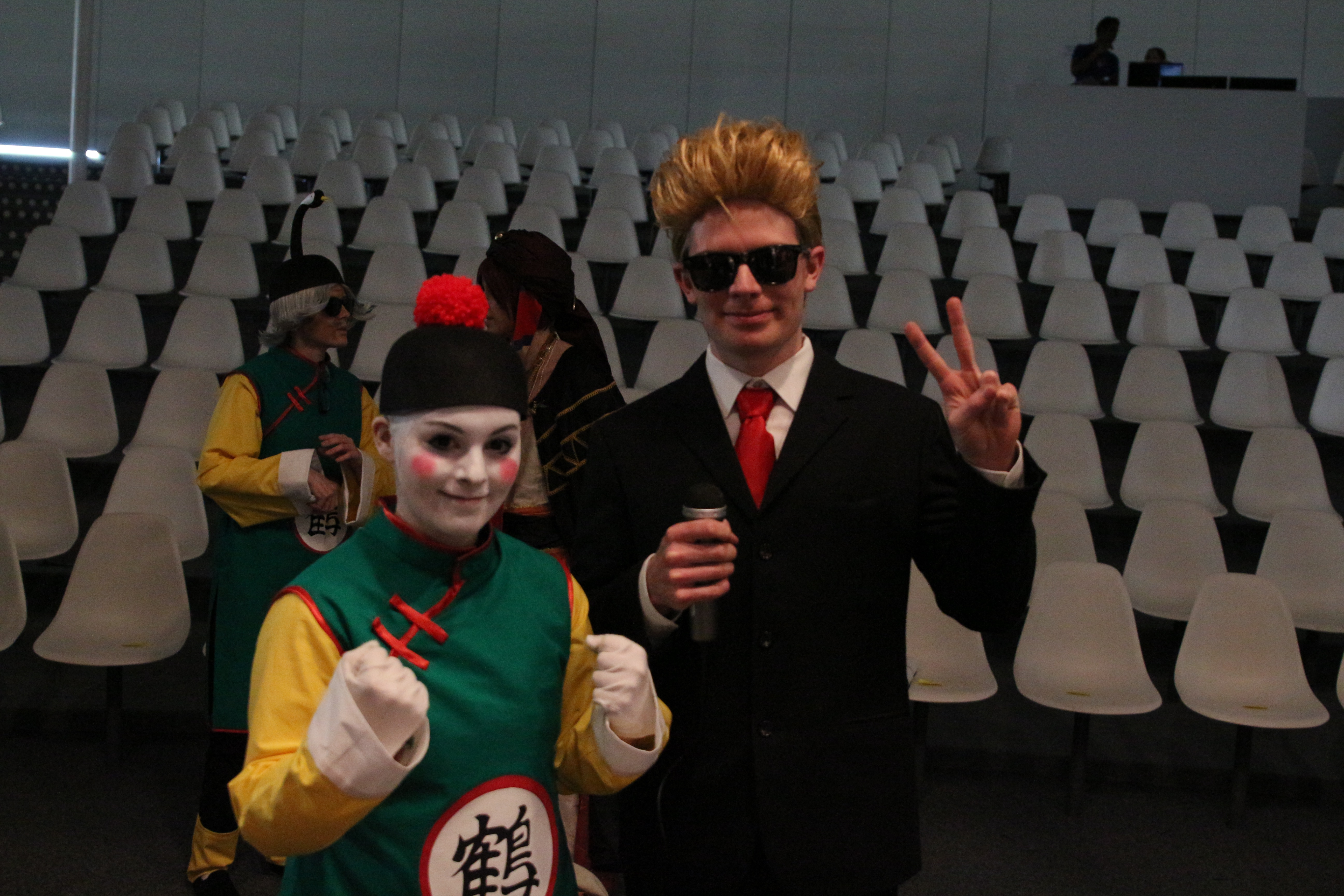
Cosplay de l'arbitre du Tenkaichi Budokai (à droite) à la Japan Impact 2015, en Suisse.

L'arbitre du Tenkaichi Budokai (天下一武道会アナウンサー, Tenkaichi Budōkai anaunser), doublé par Kenji Utsumi, Hirotaka Suzuoki (Dragon Ball Z) et Yukimasa Kishino (Dragon Ball GT) en japonais et Éric Legrand en français, a vu son arrivée en tant qu'arbitre au Tenkaichi Budokai à une date inconnue, mais on peut localiser sa fonction entre la 21e édition en l'an 750, et la 28e en 784.
Il arbitre notamment les trois championnats auxquels participe Son Goku lorsque celui-ci est encore enfant puis adolescent. Son rôle est de commenter les combats, de compter jusqu'à dix lorsqu'un des adversaires est au sol, et de déclarer le vainqueur à l'issue du combat.
Juste après la fin du 22e tournoi, alors que Son Goku et tous ses amis s'apprêtent à un repas festif, Son Goku se rend compte qu'il a oublié son Nyoï Bo et sa Dragon Ball dans l'arène du tournoi. Krilin se propose d'aller les chercher à sa place, mais une fois arrivé sur les lieux, il est attaqué par l'un des démons envoyés par le démon Piccolo, qui le tue. L'arbitre est témoin de cette scène et raconte ce qu'il s'est passé à Son Goku et ses amis lorsque ceux-ci arrivent sur les lieux.
Plus tard, l'arbitre deviendra un fan des guerriers Z (il sait par exemple que c'est eux et non Mr Satan qui a vaincu Cell) et sera ami avec ceux-ci. Il est alors plus âgé et a une moustache.
Dans l'épisode final de Dragon Ball GT, un descendant de l'annonceur est aperçu. Il a la même voix, mais son apparence est différente : ses cheveux sont blancs, et il porte une tenue bleue assez futuriste avec des lunettes de soleil triangulaires.

### Armée du Ruban Rouge

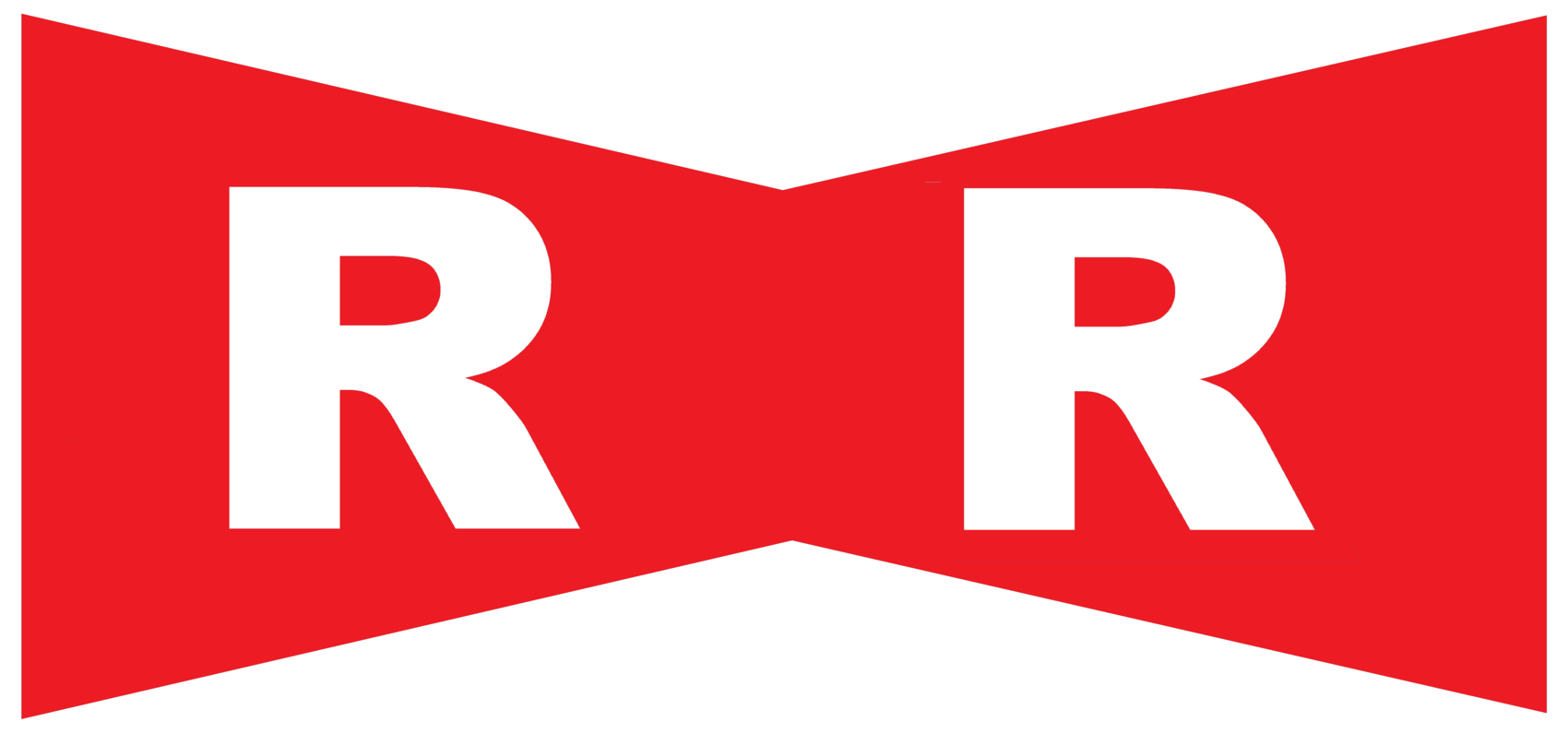
Logo de l'armée du Ruban Rouge.

L'armée du Ruban Rouge, appelée aussi armée du Red Ribon, est une organisation armée de la première partie du manga et de la série télévisée Dragon Ball, où elle constitue l'une des principales antagonistes de Son Goku dans la quête des Dragon Ball
L'organisation est dirigée par le Général Red qui a recruté de puissants combattants : le Général Blue, le Capitaine Silver, le Général White, le Général Kapper, le Colonel Violet, le Capitaine Yellow et le Colonel Black, l'assistant du général Red.
De grands savants sont également recrutés au sein de l'armée du Ruban Rouge comme le Docteur Gero (Dragon Ball Z) ou le Dr. Flappe afin que l'armée dispose de cyborgs ultra-perfectionnés comme C-8 et le Sergent Metallic. Le général a aussi fait appel à des mercenaires comme Husky, le tueur à gages Tao Pai Pai, le Grand roi Nikochan, le Ninja Murasaki ou encore le monstre Boing.

## B

### Baba la voyante
Baba la voyante (占いババ, Uranai Baba), ou Mamie voyante, doublée par Céline Monsarrat en français, est la sœur de Kamé Sennin. C'est une vieille sorcière qui sert de relais entre le Roi Enma et la Terre, et qui est capable de lire dans l'avenir à l'aide de sa boule de cristal. Son vrai nom et son âge sont inconnus mais on peut estimer ce dernier à plus de 500 ans.

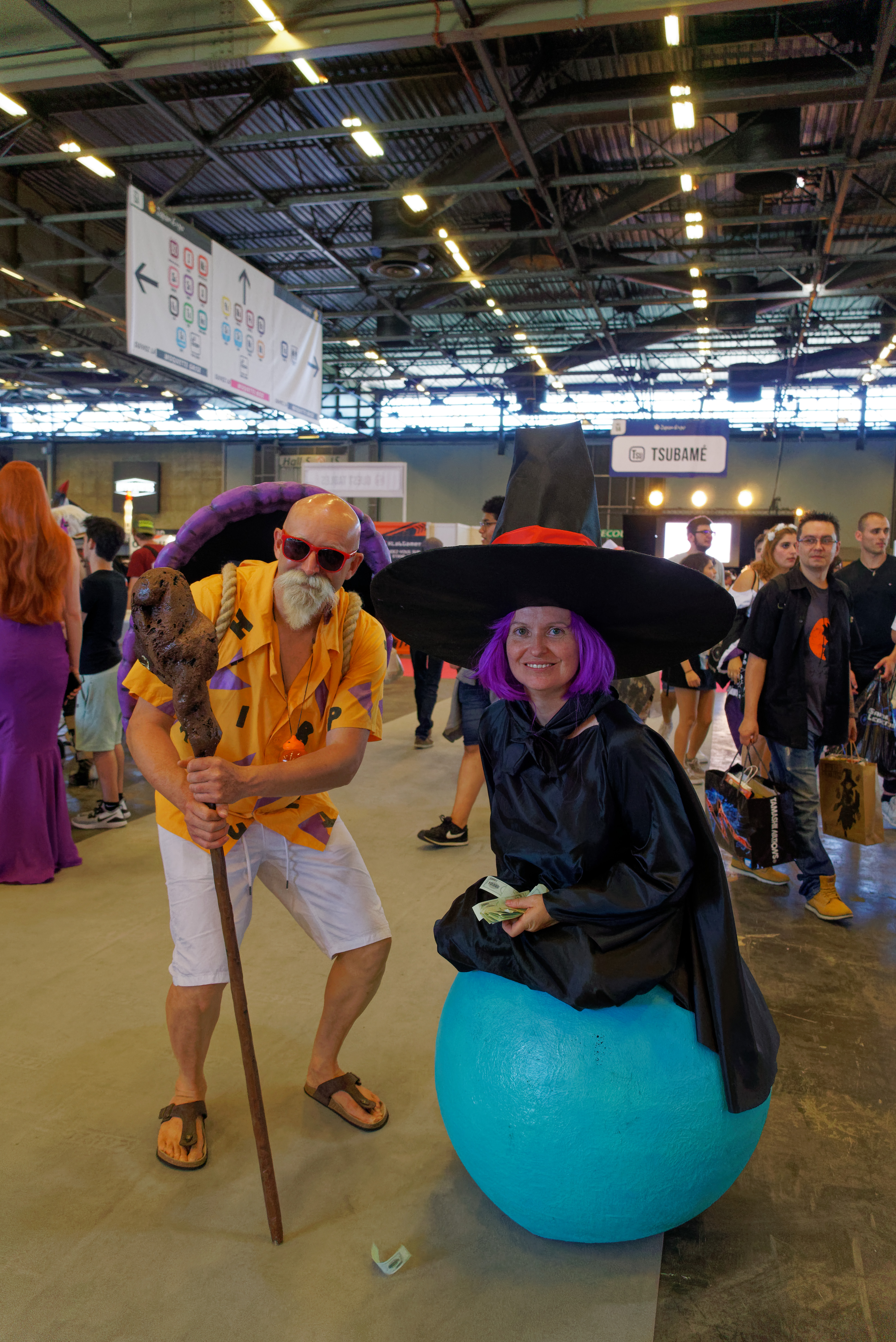
Cosplay de Baba la voyante (à droite) à la Japan Expo 2019, en Île-de-France.

Dotée d'un mauvais caractère, surtout au début de la série, elle se déplace en lévitation sur sa boule de cristal.
Elle demande des sommes astronomiques à ceux qui ont besoin de son aide (par exemple pour retrouver un objet perdu), et contraint ceux qui ne peuvent pas payer à affronter ses sbires pour avoir accès à ses services gratuitement. Le jeune Son Goku, aidé de ses amis, parvient à les battre ce qui lui permet de retrouver la Dragon Ball qui lui manquait.
À la demande du Roi Enma, elle est l'intermédiaire entre les vivants et les morts.
Baba possède aussi le don d'amener un mort pour qu'il puisse aller n'importe où dans l'inter-univers et même dans le super-univers pendant 24 heures. C'est ainsi qu'elle fait revenir sur Terre Son Gohan, le grand-père adoptif de Son Goku, afin que ceux-ci puissent se rencontrer.
Elle apparaît plusieurs fois par la suite, dans Dragon Ball Z, où elle permet aux amis de Son Goku de suivre le combat de celui-ci face à Vegeta à distance.
Dans la saga Boo, elle accorde à Son Goku une journée sur Terre et permet à Vegeta de retrouver son corps, alors que ceux-ci sont morts.
Dans Dragon ball Super, elle permet à Freezer de sortir des enfers pour une durée de 24 heures afin que ce dernier puisse participer au Tournoi du Pouvoir.

#### Famille
Elle est la sœur de Kamé Sennin.

#### Technique
- Divination

### Bacterian
Bacterian (バクテリアン, Bakuterian) est le premier adversaire de Krilin au 21e Tenkaichi Budokai. Il n'utilise pas de techniques issues des arts martiaux mais sa puanteur et sa saleté en font une redoutable arme du fait qu'il ne s'est jamais lavé. Instinctivement, Krilin se bouche le nez ce qui fait qu'il ne peut plus utiliser ses mains pour combattre. Il se fait éliminer lorsque Krilin comprend que ses maux de tête ne sont pas dus à l'odeur de Bacterian, puisqu'il ne possède pas de nez, mais au fait que l'odeur n'est qu'une imagination.

### Barry Karn
Barry Karn est un acteur apparaissant dans la saga Boo et dans Dragon Ball Super.

### Capitaine Silver
Le capitaine Silver est un soldat de l'armée du Ruban Rouge. Ayant confiance en ses capacités de boxeur et de sa vitesse, il n’hésite pas utiliser la force si nécessaire. Sa ceinture indique qu'il a remporté au moins un tournoi Tenkaichi Budokai. Après avoir détruit son nuage magique, il combat Son Goku mais ne fait pas le poids contre celui-ci qui l’achève d’un coup de queue. Peu après, il prévient de la dangereuse menace que représente Son Goku. Apprenant la nouvelle, le Général Red le convoque pour le faire exécuter.

### Colonel Black
Le colonel Black est l'assistant du général Red. Il apparaît pour la première fois dans Dragon Ball.

### Général Blue
Le général Blue (ブルー将軍, Burū Shōgun) fait partie de l'armée du Ruban Rouge (Red Ribon). Il se fait tuer par Tao Pai Pai sur ordre du général Red.

### Bola
Bola (ボラ, Bora), doublé par Banjō Ginga en japonais et Raoul Delfosse en français, est un indien qui apparaît vers le début de l'histoire. C'est un colosse d'une force physique prodigieuse avec une peau particulièrement résistante, invulnérable aux armes à feu. Il est le père d'Upa et vit au pied de la tour Karin, qu'il garde consciencieusement. Après avoir éliminé, avec l'aide de Son Goku, la section du Commandant Yellow, à la recherche des Dragon Balls pour l'armée du Red Ribon, il est tué par Tao Pai Pai, lui-même envoyé par le Général Red. Puis il est ressuscité par Son Goku grâce aux Dragon Balls.

### Bra
Pour les articles homonymes, voir Bura.
Bra (ブラ, Bura) est née le 8 février un peu avant le 28e Tenkaichi Budokai, ne montre pas de compétence particulière pour le combat, mais c'est aussi parce qu'elle n'apparaît pas énormément dans l'histoire du fait de son jeune âge. Mais vu son origine, on peut supposer qu'elle possède des capacités au combat. Dans Dragon Ball GT, on la voit d'ailleurs utiliser ses pouvoirs pour donner son énergie à Vegeta lorsque celle-ci est sous le contrôle de Baby. Mais, c'est une fille gâtée qui passe son temps dans les magasins et à idolâtrer son père. Elle est très belle et ressemble trait pour trait à sa mère lorsqu'elle était jeune.

#### À propos du nom
Son nom a un double sens comme son frère Trunks. Bra signifie soutien-gorge en anglais. Il reflète la tendance de la famille à donner des noms de sous-vêtements.

#### Famille
C'est la fille de Vegeta et Bulma, et la petite sœur de Trunks. Elle est donc comme ce dernier mi-humaine mi-saiyanne. Par conséquent, le roi Vegeta est son grand-père paternel, Monsieur Brief son grand-père maternel, Madame Brief sa grand-mère maternelle et Table son oncle paternel.

#### Physique
Elle ressemble beaucoup à sa mère lorsqu'elle était jeune. Elle a les cheveux bleus. Dans Dragon Ball Z, elle porte une robe et les cheveux attachés en queue de cheval sur la tête. Dans Dragon Ball GT, ses cheveux sont détachés et a une coupe au carré avec un serre-tête rouge. Ses vêtements sont aussi rouges.

### Monsieur Brief
Le Docteur Brief (ブリーフ博士, Burifū hakase), ou Mr Brief, doublé par Georges Lycan et Marc Bretonnière en français, est l'inventeur des capsules et un grand savant, un peu dans les nuages et amoureux des animaux, fondateur de la Capsule Corp., capable de fabriquer des appareils très perfectionnés. C'est ainsi qu'il construit un vaisseau spatial, qui comporte notamment un appareil permettant de changer la gravité à l'intérieur, pour que Son Goku se rende sur Namek tout en ayant la possibilité de s'entraîner intensivement pendant le voyage.
Par la suite, il aide Bulma à réparer C-16 pour le Cell Game.

#### Famille
Il est l'époux de Pancie et le père de Bulma. Par conséquent, Vegeta est son gendre, Trunks et Bra ses petits-enfants.

### Madame Brief
Mme Brief, de son vrai nom Pancie (パンチー, Panchī), n'a aucun rôle particulier dans l'histoire. On la voit furtivement lorsque Son Goku rend visite à Bulma. Très peu impliquée par les aventures des héros, encore plus que son mari, elle apparaît un peu déconnectée de la réalité, loin des combats, avec ses animaux et ses salons de thé. Contrairement à son mari et à sa fille, elle ne possède pas a priori une intelligence exceptionnelle. De caractère toujours content, elle est aussi beaucoup plus jeune que son mari.
Même si elle reste avec Monsieur Brief tout le long de l'histoire, leur mariage semble avoir du plomb dans l'aile puisqu'elle ne manque pas de tenter de séduire Son Goku quand ce n'est pas son époux qui cache ses magazines pornographiques ou qui rêve de pin-up.

#### Famille
C'est la mère de Bulma. Elle est mariée à M. Brief. Par conséquent, Vegeta est son gendre, Trunks et Bra ses petits-enfants.

#### À propos du nom
Son prénom Pancie vient de l'anglais pants qui signifie en français, le pantalon.

### Tights Brief
Tights (タイツ, Taitsu) est la fille du professeur Brief et la tante de Trunks et Bra, elle n’apparaît que brièvement dans la série Dragon Ball Super et certains one-shot de la série, dont Jaco the Galactic Patrolman. Elle est la grande sœur de Bulma ainsi que la belle-sœur de Vegeta.

#### Physique
Elle a les cheveux blonds comme sa mère et porte une salopette. Elle est très douée pour la mécanique, et adore la science-fiction. Elle a les yeux noirs, comme son beau-frère Vegeta, contrairement au reste de sa famille.

#### À propos du nom
Son prénom en anglais Tights désigne en français, le collant.

## C

### Caroni
Caroni (カロニー, Karonī), dit Caroni la rafale, est un expert en arts martiaux et un des disciples de Mr Satan. Lui, il ne se rend pas compte qu'il est un être ordinaire et ne peut rien faire contre un être surhumain comme Cell.

### Chaozu

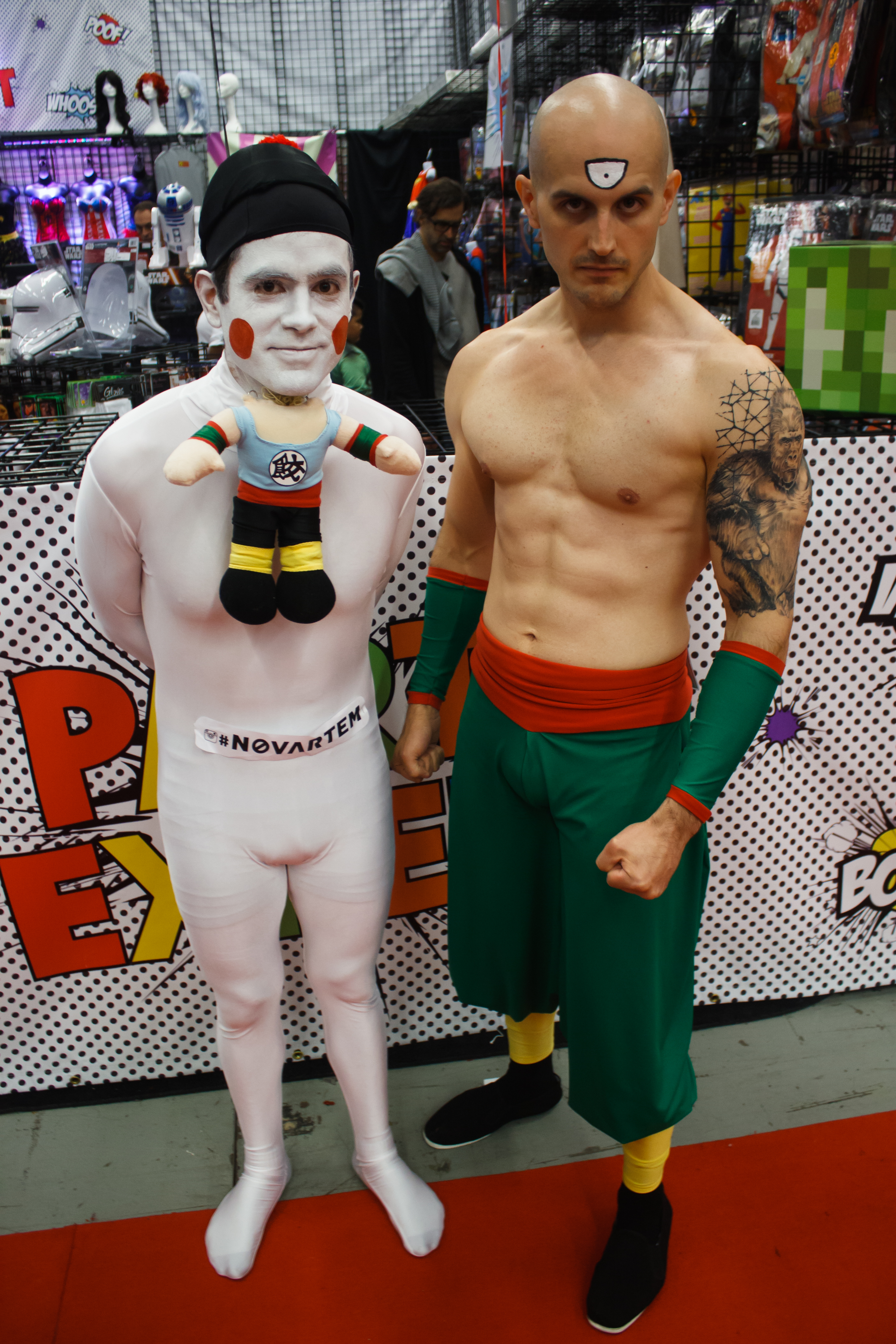
Cosplay de Chaozu (à gauche) au Comiccon de Montréal de 2016.

Chaozu (餃子, Chaozu), doublé par Hiroko Emori en japonais et Céline Monsarrat en français, décédé en 753 (démon Piccolo) et le 3 novembre 762 (Nappa), est l'élève de Tsuru Sennin avec Ten Shin Han. Il compense sa petite taille et sa faiblesse par une grande vivacité et des pouvoirs spéciaux qui font de lui un combattant imprévisible, notamment lors des Tenkaichi Budokai. Il apparaît pour la première fois le 24 février 1987 dans le Weekly Shōnen Jump.

#### Biographie
Lors des 22e et 23e Tenkaichi Budokai, il utilise ses facultés psychiques pour choisir le résultat du tirage au sort des combats.
Lorsque le démon Piccolo invoque Shenron pour que celui-ci lui redonne sa jeunesse, Chaozu tente de l'en empêcher en intervenant, mais il est tué par le démon. Par la suite, il est ressuscité à l'aide des Dragon Balls.
Lors de l'arrivée sur Terre des Saiyans Nappa et Vegeta, Chaozu décide de se sacrifier pour tuer Nappa, en s'accrochant dans le dos de ce dernier puis en explosant, mais finalement, cela n'a eu aucun effet et Chaozu s'est donc sacrifié inutilement. Cependant, Ten Shin Han meurt quelque temps après pour le rejoindre dans l'autre monde. Dans l'autre monde, il se battra contre Ghourd et il gagnera. Ils sont ressuscités après la destruction de la planète Namek, grâce à Polunga, le Dragon sacré des Nameks.
À partir de ce moment, Chaozu, comme Yajirobé, ne participe plus aux combats dans la mesure où il n'est plus assez fort pour aider ses partenaires. On ne le revoit plus que très rarement dans la saga des cyborgs, de Boo et à la fin de Dragon Ball GT.
C'est le plus faible des vrais guerriers. Il est bien plus puissant que Mr Satan, mais moins fort que les guerriers entraînés et puissants comme Son Goku, Vegeta, Ten Shin Han, Krilin, Son Gohan, Yamcha, Son Goten, Trunks et Piccolo, par exemple.

#### À propos du nom
Chaozu vient du chinois jiaozi qui désigne les raviolis chinois.

#### Physique
Inspiré des zombies chinois, c'est un être de petite taille au visage maquillé en blanc avec des pommettes rouges et portant un chapeau traditionnel chinois, qui une fois ôté révèle un unique cheveu sur le dessus de son crâne. Bien qu'il ait l'air d'un enfant quand il apparaît pour la première fois, son âge est inconnu car son apparence physique reste la même tout au long du manga. Mais on peut dire que c'est un enfant ayant la jeunesse éternelle et ayant l'âge de 6 ans. Son visage lui donne en permanence un air timide et triste.

#### Personnalité
Chaozu a la voix et l'esprit d'un enfant (on le voit d'ailleurs dormir avec un ours en peluche). Dévoué et attaché corps et âme à son frère d'arme Ten Shin Han avec qui il a suivi sa formation au combat, il n'hésite pas à se sacrifier pour le sauver et semble considérer sa vie comme moins précieuse que celle de ses partenaires. D'une intelligence très limitée, il est incapable de différencier sa droite de sa gauche et a du mal à faire une addition simple sans compter sur ses mains.

#### Techniques
- Buku jutsu
- Chō bakuretsu ma-ha
- Dodompa
- Mimétisme
- Technique d’immobilisation
- Technique de l’image rémanente
- Télékinésie
- Télépathie

#### Puissance
- Saga Nappa et Vegeta : 610[db_fr_au 1]

### Roi Chapa
Le roi Chapa (チャパ王, Chapa-ō) est un combattant qui a réussi à remporter le Tenkaichi Budokai sans qu'aucun de ses adversaires ne puisse le toucher pendant le tournoi. Pourtant, lors de sa participation au 22e Tenkaichi Budokai, il se fait éliminer très facilement lors de son premier match par Son Goku, et ceci sans qu'il puisse porter le moindre coup à Son Goku durant leur rencontre. Il retente sa chance contre Son Goku au 23e tournoi mais se fait vaincre encore plus rapidement. Par la suite, il ne réapparaît plus dans la série. Il se fait tuer par le roi démon Piccolo.

### Captain Chicken
Captain Chicken (キャプテン・チキン, Kyaputen Chikin, Captain Chicken) est un homme déguisé en poulet, il n'apparaît que brièvement dans Dragon Ball Z en tant que participant au 28e Tenkaichi Budokai. En voyant le combat titanesque entre Son Goku et Oob, il a pris peur et a trouvé une excuse ridicule pour pouvoir s'enfuir du tournoi.

### Cocoa Amaguri
Cocoa Amaguri (甘栗ココア, Amaguri Kokoa) est une artiste professionnelle qui travaille pour la réalisation du projet du film Great Saiyaman vs Mr. Satan. Elle apparaît brièvement dans Dragon Ball Super. Elle semble amoureuse de Son Gohan et lui promet de garder son secret de justicier si ce dernier l'emmenait voler à travers la ville pour la ramener chez elle.

## D

### Draculaman
Le premier des cinq mercenaires de Baba que doivent rencontrer Son Goku, Krilin et Yamcha afin que la voyante leur indique où se situe la Dragon Ball manquante qui permettra de ressusciter Bola, le père d'Upa.
Lors de son combat avec Krilin, il gagne en lui suçant le sang et le rendant trop faible pour combattre. Ce sont finalement Puerh et Upa qui en viennent à bout grâce à la technique de la soufflette d'haleine à l'ail alliée à la transformation de Puerh en main-tapette géante.
Il a le pouvoir de se transformer en chauve-souris.

## E

### Erasa
Erasa (イレーザ, Irēza) nommée Emilie dans la version française de l'anime, n'apparaît qu'au début de la saga Boo. Elle est dans la classe de Son Gohan et Videl. Elle fit remarquer à Videl qu'à chaque fois qu'elle partait arrêter les criminels, Son Gohan s'en allait sous prétexte de vouloir aller aux toilettes. Au 25e Tenkaichi Budokai, elle vient avec Shapner en tant que spectatrice pour encourager Videl. Et quand elle vit Great Saiyaman sans son turban, elle reconnut tout de suite son camarade de classe Son Gohan et l'encouragea mais en se disant qu'il ne pouvait pas gagner. Lorsqu'il se transforma en Super Saiyan, elle reconnut tout de suite que c'était également, le combattant doré surnommé « le justicier volant ».
Son nom vient du mot anglais « eraser » qui signifie « gomme à effacer ».

## F

### Docteur Flatt
Le Docteur Flatt (フラッペ博士, Furappe hakase) est le docteur ayant créé le cyborg C-8 pour le compte de l'armée du Ruban Rouge.

## G

### Gang de Pilaf
Le Gang de Pilaf est un groupe composé de Pilaf, de Mai et de Shu. Ces derniers sont parmi les principaux antagonistes de la première partie du manga et de la série télévisée Dragon Ball.
Pilaf en est le chef incontesté. Ils habitent dans un immense château comprenant de nombreux pièges. Le gang de pilaf a pour but la domination du monde grâce a l'obtention des septs boules de cristal. Pour cela ils disposent de moyens militaires impressionnants (tanks, robots de combats, radar, armes a feux, avions...).
Le gang servira les intérêts du Roi démon Piccolo, bien qu'ayant peur de sa puissance effroyable, ils tentèrent de négocier une partie du monde a diriger une fois la conquête mondiale terminée.
Depuis Dragon Ball Super, le gang de pilaf a été rajeuni a l'âge d'enfant. Ils vivent chez Bulma et l'aide au quotidien dans des taches mécaniques notamment.

### Gyumao
Gyumao (牛魔王, Gyūmaō) nommé Roi Taureau dans la version française de l'anime, doublé par Daisuke Gōri et Ryūzaburō Ōtomo en japonais et Georges Lycan en français, décédé en 774 du fait de Boo et ressuscité la même année, est un ancien élève de Kamé Sennin et fut compagnon du grand-père Son Gohan durant son entraînement. À la fin de ce dernier, celui-ci part vivre sa vie et récolte bon nombre de trésors de valeurs durant ses aventures à travers le monde. Il fait construire un château au sommet d'une haute colline afin d'y amasser ses richesses, et finit par fonder une famille en épousant une femme qui lui donnera une fille, Chichi. Sa femme n’apparaîtra jamais durant la saga Dragon Ball et ne sera jamais mentionnée, ce qui laisse à penser qu'elle est vraisemblablement morte avant les évènements décrits dans celle-ci. Les richesses de Gyumao vont néanmoins finir par susciter la convoitise de nombreux brigands, voleurs et aventuriers présents dans la région qui vont tous se risquer à essayer de pénétrer dans son château. Ceci va considérablement changer la personnalité de Gyumao, qui va devenir de plus en plus agressif pour défendre ces biens, au point de tuer impitoyablement tout intrus pénétrant à proximité de ces terres, même si celui-ci n'est pas motivé par des intentions malveillantes. Celui-ci se parera d'un costume de guerrier portant un casque orné de deux gigantesques cornes, et brandissant une terrible hache géante capable de fendre la roche comme du beurre. Sa terrible réputation finira par couvrir des lieues au point que même des gens vivant très loin de chez lui entendront parler de lui (comme Oolong, par exemple).

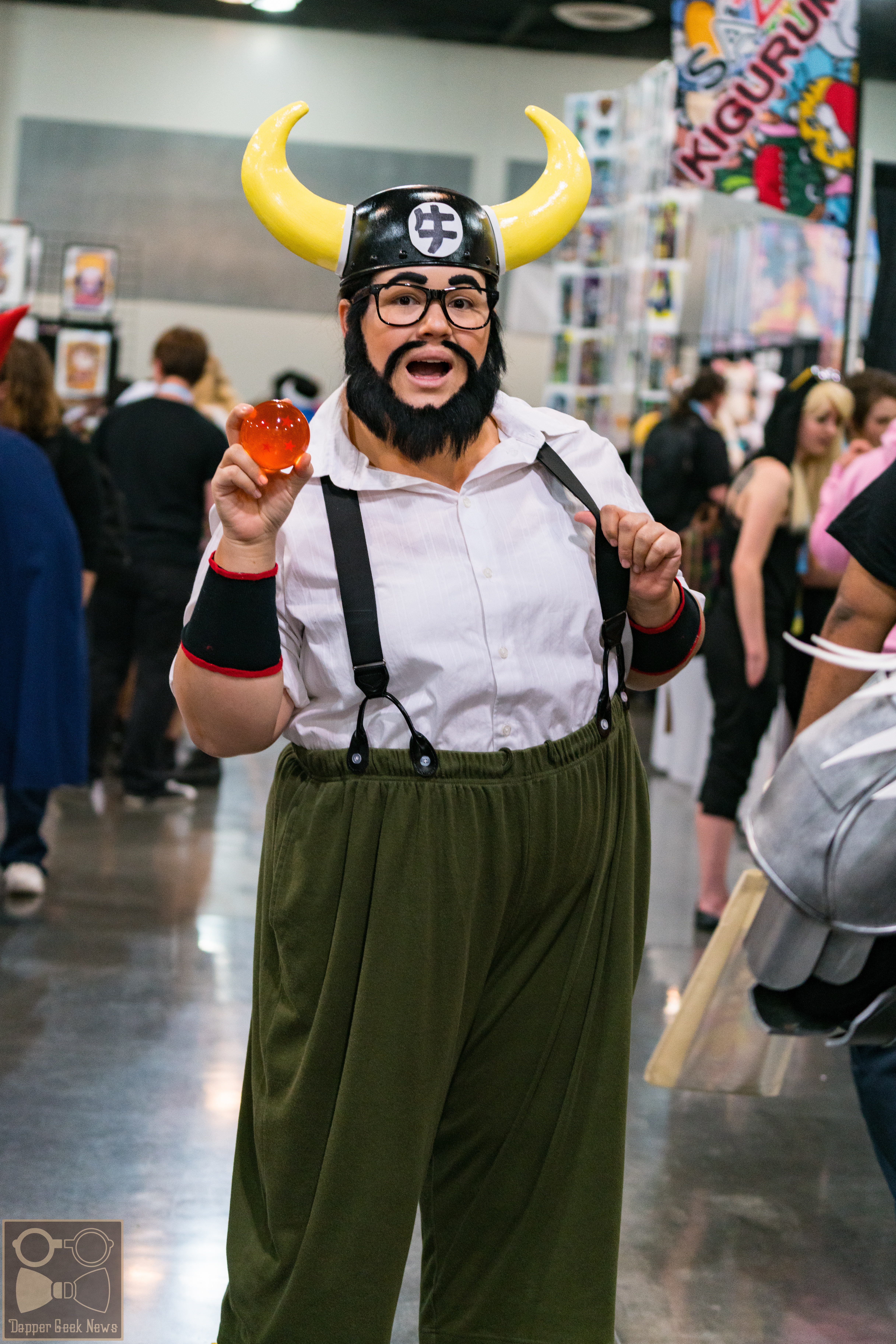
Cosplay de Gyumao à l'Anime Los Angeles 2016, en Californie.

Un jour, un démon de feu vint quelques années avant le début de Dragon Ball incendier la montagne sur laquelle Gyumao a construit sa demeure, alors que celui-ci était parti pique-niquer avec sa fille. Depuis un feu éternel entoure son domaine (qui fait que l'endroit est appelé la montagne de feu), et empêche quiconque d'y accéder, y compris Gyumao. Ceci dura jusqu'au jour de sa rencontre avec Son Goku et Bulma lorsque ceux-ci sont engagés dans la première quête des Dragon Balls, l'une d'elles se trouvant dans son château. Mais le gigantesque incendie empêchera même Son Goku et son Kinto-un d'y accéder. C'est à ce moment que Gyumao attaquera la bande, et remarquera que ce dernier dispose du nuage magique de son maître et du Nyoï Bo de son ancien camarade. Celui-ci explique alors à Son Goku qu'il fut le camarade de son grand-père adoptif et l’élève de Kamé Sennin. Il lui demande alors avec sa fille Chichi d'aller chercher son vieux maître, dont il ignore désormais son lieu de résidence, pour que ce dernier puisse utiliser ses pouvoirs pour éteindre le feu de sa montagne. Son Goku s'exécute et ramène Kamé Sennin avec lui qui soufflera les flammes grâce à un Kamé Hamé Ha à puissance maximale (c'est la première fois que l'on assiste dans la série à l'utilisation du Kamé Hamé Ha). Cependant, l'attaque de Kamé Sennin est tellement puissante qu'elle détruit aussi toute la montagne ainsi que le château. Kamé Sennin en profite pour faire remarquer à Gyumao (qui a été un de ses disciples en compagnie du grand-père Son Gohan, le grand-père de Son Goku), qu'il a commis des actes très cruels envers les hommes. Gyumao se repent et dès lors devient un homme bon.
Après le mariage de sa fille et de Son Goku, et surtout la naissance de Son Gohan, il change radicalement. De guerrier bourru à l'aspect effrayant (maniant la hache et arborant un casque à cornes) il se change en papa gâteau et grand-père attentionné. Il garde ce rôle pour le restant de la série, étant souvent auprès de Chichi dans les moments difficiles, mais ne jouera aucun rôle majeur au sein des affrontements opposant Son Goku et ses amis à leurs ennemis. Dans le manga, on ne le voit pas combattre, mais dans l'anime, il participe brièvement à deux affrontements : le premier contre Son Goku enfant (qu'il domine totalement) alors que ce dernier cherche à accéder à la Montagne de Feu et qui s'achève par un arrêt du combat lorsque Gyumao se rend compte de l'identité de son adversaire, et le second un an plus tard face à un détachement de l'Armée du Ruban Rouge commandé par le capitaine Silver, venu dérober une Dragon Ball dont Gyumao est entré involontairement en possession. Ce combat verra la destruction des quelques chars de l'armée, mais se finira par la capture de Gyumao, piégé dans un filet. Bien que très puissant pour un humain (Son Goku enfant était déjà capable d'encaisser une balle de revolver, mais n'arrivait pourtant pas à endommager d'un seul de ses coups le colosse en question), Gyumao n'en reste pas moins l'un des plus faibles combattants de la série, et le plus faible élève de Kamé Sennin. Il n'a jamais évolué ou poussé ses techniques de combat depuis qu'il est sorti de son apprentissage et reste le seul élève de Muten Roshi à n'avoir jamais su maîtriser le Kamé Hamé Ha.

#### Famille
Gyumao est le père de Chichi, et donc le beau-père de Son Goku, le grand-père de Son Gohan et Son Goten, l'arrière-grand-père de Pan et l'arrière arrière arrière arrière-grand-père de Son Goku Junior.
Gyumao est appelé « Satanirus » ou « le Bœuf diabolique » dans l'anime Dragon Ball.

## H

### Docteur Hedo
Le docteur Hedo est l'un des antagonistes du film Dragon Ball Super: Super Hero. Il est le petit-fils du docteur Gero.

## I

### Idasa
Idasa (イダーサ, Idāsa) est un personnage de Dragon Ball Z. Ce garçon blond de 15 ans apparaît pendant le 25e Tenkaichi Budokai et doit combattre Trunks, contre qui il ne fera pas le poids.

### Ikose
Ikose (イコーセ, Ikōse) est un personnage de Dragon Ball Z. Ce garçon châtain de 14 ans apparaît pendant le 25e Tenkaichi Budokai et doit combattre Son Goten, contre qui il ne fera pas le poids.

## J

### Jewel
Jewel (ジュエール, Jūeru) est un personnage Dragon Ball Z qui n'apparaît que dans le tome 38. Il est très apprécié des filles et il commet l'imprudence d'inviter C-18. Évidemment, celle-ci refuse, ce qui le met en colère. Dès le début du combat dans le tournoi des arts martiaux avec Mr Satan, Killer, Mighty Mask (qui est en fait Trunks et Son Goten déguisés), C-18 et Jewel, celui-ci attaque C-18 mais ne tarde pas à sortir du ring grâce à un simple coup de pied de cette dernière.

## K

### Killer
Killer (キーラ, Kīra) n'apparaît que dans le tome 38 dans le championnat du monde des arts martiaux. Il ne parle pas beaucoup sauf pour proposer à Mighty Mask (Trunks et Son Goten) d'attaquer d'abord Satan. Mais Trunks lui dit que seule C-18 est dangereuse. Il se rend compte que ce personnage masqué a deux voix mais il ne risque pas de s'en souvenir car juste après Trunks lui donne un coup de poing qui l'assomme et le jette hors du ring.

### Knock
Knock (ノック, Nokku) participe au 28e Tenkaichi Budokai. Il n'a même pas l'occasion de fouler le tatami puisque Végéta le met KO d'une pichenette après que Knock l'a traité d'ancêtre.

## L

### Lanfan
Lanfan (ランファン, Ranfan) participe au Tenkaichi Budokai. Elle est une adversaire redoutable et terrasse ses adversaires en usant de son charme et de ses coups puissants. Elle échoue en quart de finale face à Nam, en finissant le combat en sous-vêtements.
Son nom vient des transcriptions japonaises des mots lingerie et foundation (sous-vêtements en anglais).

### Lunch
Lunch (ランチ, Ranchi), doublée par Mami Koyama en japonais et Laurence Crouzet, Claude Chantal et Danièle Douet en français, apparaît au début de l'histoire, lorsque Son Goku et Krilin, qui doivent amener une belle jeune fille chez Kamé Sennin pour que celui-ci accepte de les entraîner, la rencontrent alors qu'elle vient de s'enfuir avec le butin d'un pillage, poursuivie par la police. Mais au moment où ils arrivent, Lunch éternue et change d’apparence : ses cheveux deviennent foncé aux nuances bleu alors qu'elle était blonde auparavant. En reprenant son apparence innocente, elle découvre ainsi avec stupeur qu'elle vient d'accomplir des méfaits sans en être consciente. Elle apparaît pour la première fois le 28 mai 1985 dans le Weekly Shōnen Jump.

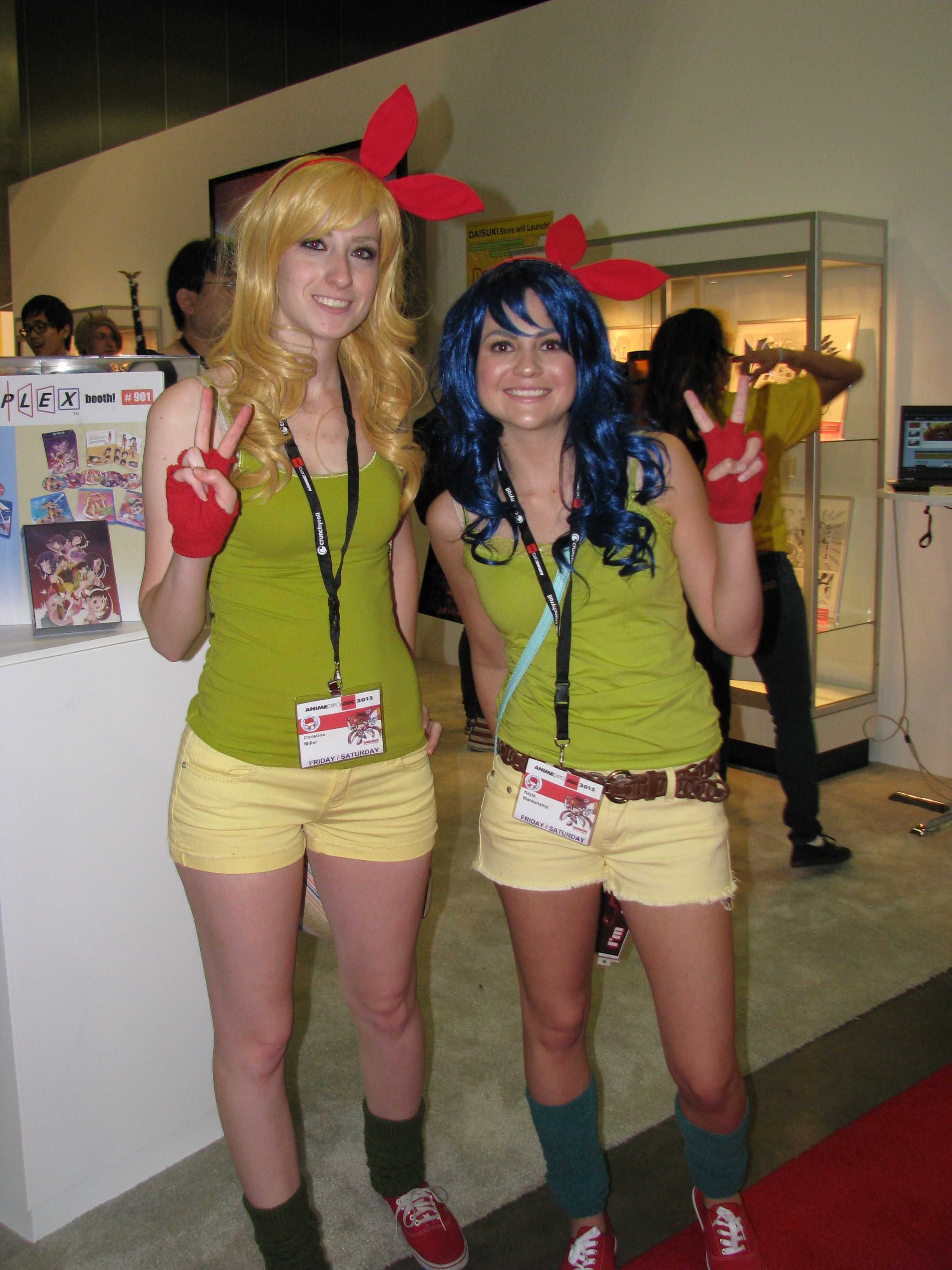
Deux cosplay de Lunch à l'Anime Expo 2013, à Los Angeles.

Son Goku et Krilin, croyant qu'elle était sur le point de se faire agresser par une bande de voyous, la sauvent des policiers et l'emmènent chez Kamé Sennin, où elle restera pendant plusieurs années, s'occupant de faire la cuisine et le ménage dans sa maison.
Ainsi, la vie quotidienne dans la maison de Kamé Sennin est constamment rythmée par les fréquents éternuements de Lunch, faisant passer son propriétaire et ses amis du calme à la panique en fonction de ses crises.
Par la suite, la mauvaise personnalité de Lunch s'apaise peu à peu au cours de la série, ses pulsions devenant moins violentes, en particulier lorsqu'elle rencontre Ten Shin Han, dont elle tombe amoureuse. Elle cohabite avec Kame Sennin et les autres même en blonde, mais elle garde un tempérament impulsif et une façon de parler similaire à celle d'un voyou. Pour qu'elle et ses amis obtiennent les meilleures places pour voir les combats du Tenkaichi Budokai, elle fait fuir les autres spectateurs en tirant en l'air et en faisant mine de vouloir les tuer. En blonde, elle n'a aucun respect ; elle donne un violent coup de pied à Dieu et lui dit de bouger pour qu'il se mette dans le trou sous terre qu'a fait Ten Shin Han pour que lui et ses amis se cachent afin d'éviter une puissante technique de Piccolo. Elle décide par la suite de suivre Ten Shin Han où qu'il aille. Cependant, Ten Shin Han, qui doit s'entraîner intensivement, la quitte. Par la suite, Lunch n'apparaîtra plus dans le manga, si ce n'est brièvement pendant le combat contre Vegeta, celui contre Cell et celui contre Boo à la fin de l'histoire où on découvre qu'elle est devenue camionneuse.
Elle apparaît en flash-back dans un épisode de Dragon Ball GT.
Elle fera également une brève apparition sans parler dans le 14e film qui se déroule deux ans après la défaite de Boo.
Dans Dragon Ball Z Kai, elle n'apparaît dans aucun épisode, mais uniquement dans le premier générique de fin. Elle apparaît en flash-back à la fin de la première partie de la série.
Dans Dragon Ball Super, elle n'apparaît dans aucun épisode et flash-back.

#### Personnalité
Lunch est une jolie jeune fille aux cheveux bleus et au cœur pur. Sa particularité est qu'à chaque fois qu'elle éternue, elle se transforme en une blonde rebelle dotée d'un caractère très impulsif, qui pille des banques et tire à tout bout de champ avec des armes à feu, jusqu'à ce qu'elle éternue à nouveau et se calme instantanément.

## M

### Magenta
Magenta est l'un des antagonistes du film Dragon Ball Super: Super Hero. Il est le fils du général Red.

### Mai
Mai (マイ, Mai) doublé en japonais par Eiko Yamada et en français par Virginie Ledieu (Dragon Ball) et Joséphine Ropion (Dragon Ball Super), est la subordonnée de Pilaf. Elle est la plus grande parmi ses compagnons et une experte au maniement des armes à feu.

#### Mai du présent
Elle apparaît pour la première fois dans Dragon Ball aux côtés de Soba dans le château de Pilaf, ce qui fait d'elle l'une des toutes premières antagonistes de la saga. Elle vit un grand nombre de déboires aux côtés de ses deux compagnons de toujours, toujours en quête des Dragon Balls pour régner sur le monde, mais échouant à chaque fois. Elle participe à la libération du démon Piccolo.
Le personnage réapparaît avec un rôle un peu plus important dans Dragon Ball Super. Elle est redevenue une enfant à la suite d'un vœu mal formulé à Shenron. Elle prend part à la résurrection de Freezer, sans se douter un seul instant que ce dernier est un monstre de la pire espèce. Elle se lie plus tard d'amitié avec le Trunks du présent et vivra à Capsule Corporation avec ses deux compagnons de toujours.

#### Mai du futur
Dans le futur de Trunks, elle est la chef de la résistance face à Black Goku. Elle est, comme son alter-égo du présent, une experte dans le maniement des armes à feu même plus douée que son alter-égo. Elle utilise des armes à feu dont les cartouches sont remplies de ki, efficaces pour lutter contre Black. Lors du premier affrontement de Vegeta contre Black, elle sauve la vie du Saiyan et lui permet de retourner dans son époque pour le soigner. Elle fait partie, avec Trunks, des seuls survivants du futur après que le roi Zeno a détruit leur univers pour éliminer définitivement Black et Zamasu.
Le personnage de Mai apparaît dans le film live Dragonball Evolution et est interprété par Eriko Tamura. À la différence du personnage de l'anime qui n'a aucun pouvoir, elle a le pouvoir de changer d'apparence.

### Prêtre Maloja
Le prêtre Maloja (祈祷師, Kitōshi) apparaît dans les films Rivaux dangereux et Attaque Super Warrior !.
Dans Rivaux dangereux, Maloja apparaît comme étant le prêtre d'un village terrorisé par un monstre. Il s'arrange avec les villageois pour qu'une personne soit sacrifié tous les ans afin de protéger leur village. Son Goten, Trunks et Videl arrivent au village pour les sauver du monstre (un dinosaure), en échange du collier de Maloja.
Dans Attaque Super Warrior !, il est révélé qu'après que le monstre a été battu, Maloja a été banni du village. Puis, il s'est rendu sur le champ de bataille où a eu lieu le combat contre Broly. Il a prélevé des gouttes de sang et en a donné au célèbre homme riche, Jaguar[réf. nécessaire] qui l'utilisa pour créer des clones de Broly. Évidemment, Maloja fut bien payé avec de l'argent. Au moment où Trunks, Son Goten et C-18 sont arrivés dans le laboratoire, il y eut un combat entre eux et les clones de Broly. Mais le plus puissant des clones se libéra et laissa échapper un liquide acidifiant. À ce moment-là, Maloja était allé chercher l'argent promis par Lord Jaguar, mais il mourut à cause du liquide acidifiant.

### Maron
Maron (マロン, Maron), ou Marlène, apparait lors du retour de Garlic Junior et également dès l'arrivée des cyborgs.

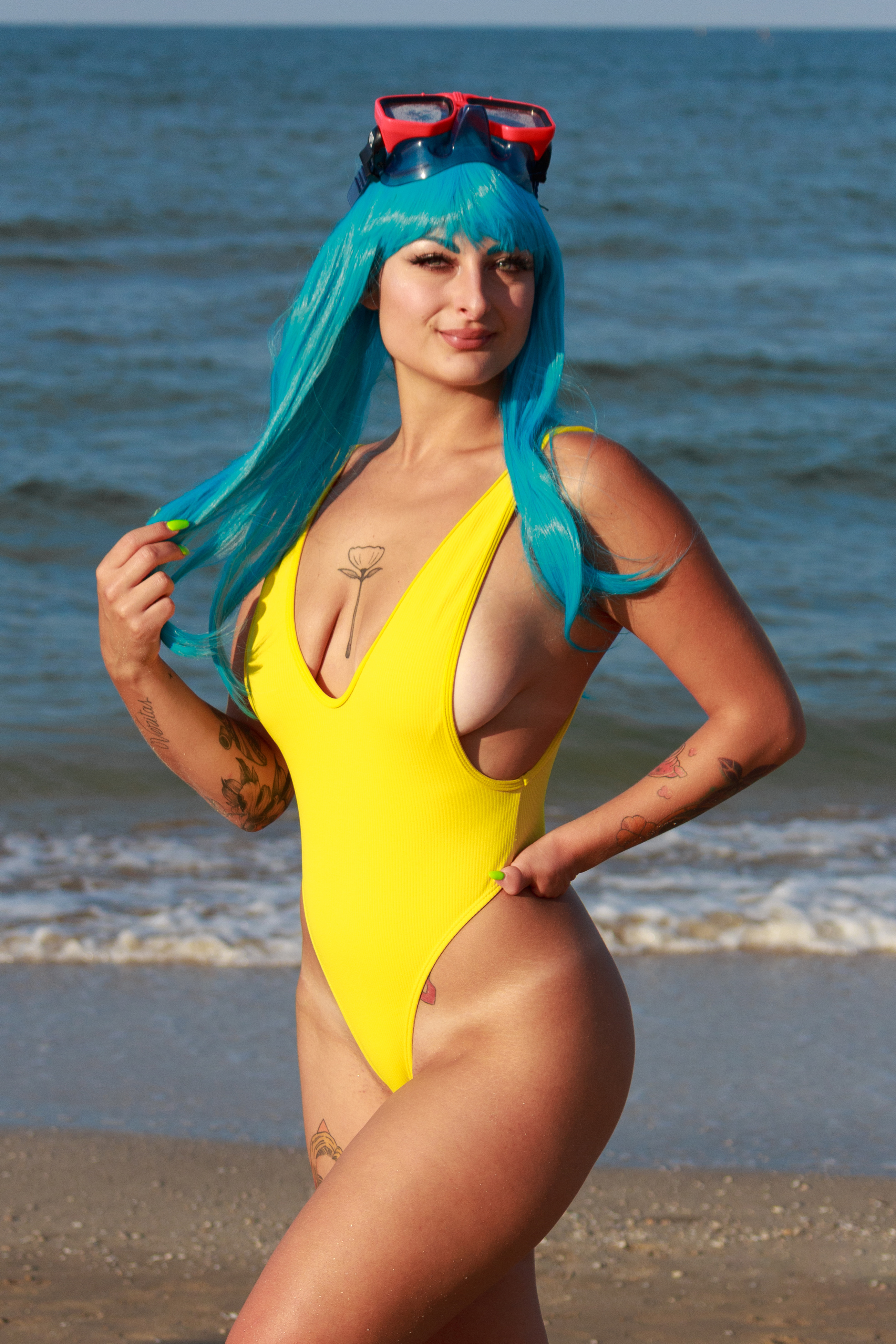
Cosplay de Maron au Riminicomix 2021, en Italie.

C'est la petite amie de Krilin, mais ce dernier s'en sépare assez vite. Elle est exclusive à la version télévisée et n'existe pas dans le manga Dragon Ball.

#### Physique
Maron est une jeune fille ressemblant physiquement à Bulma, mais elle est un peu naïve.

### Marron
Marron (マーロン, Māron) est la fille de Krilin et de C-18. Sa première apparition se fait lors de l'épisode 205 de Dragon Ball Z. Jeune, elle avait le visage de son père, sans nez, aux yeux noirs ronds et aux cheveux de sa mère. En grandissant, son visage se rapproche plus de celui de C-18.

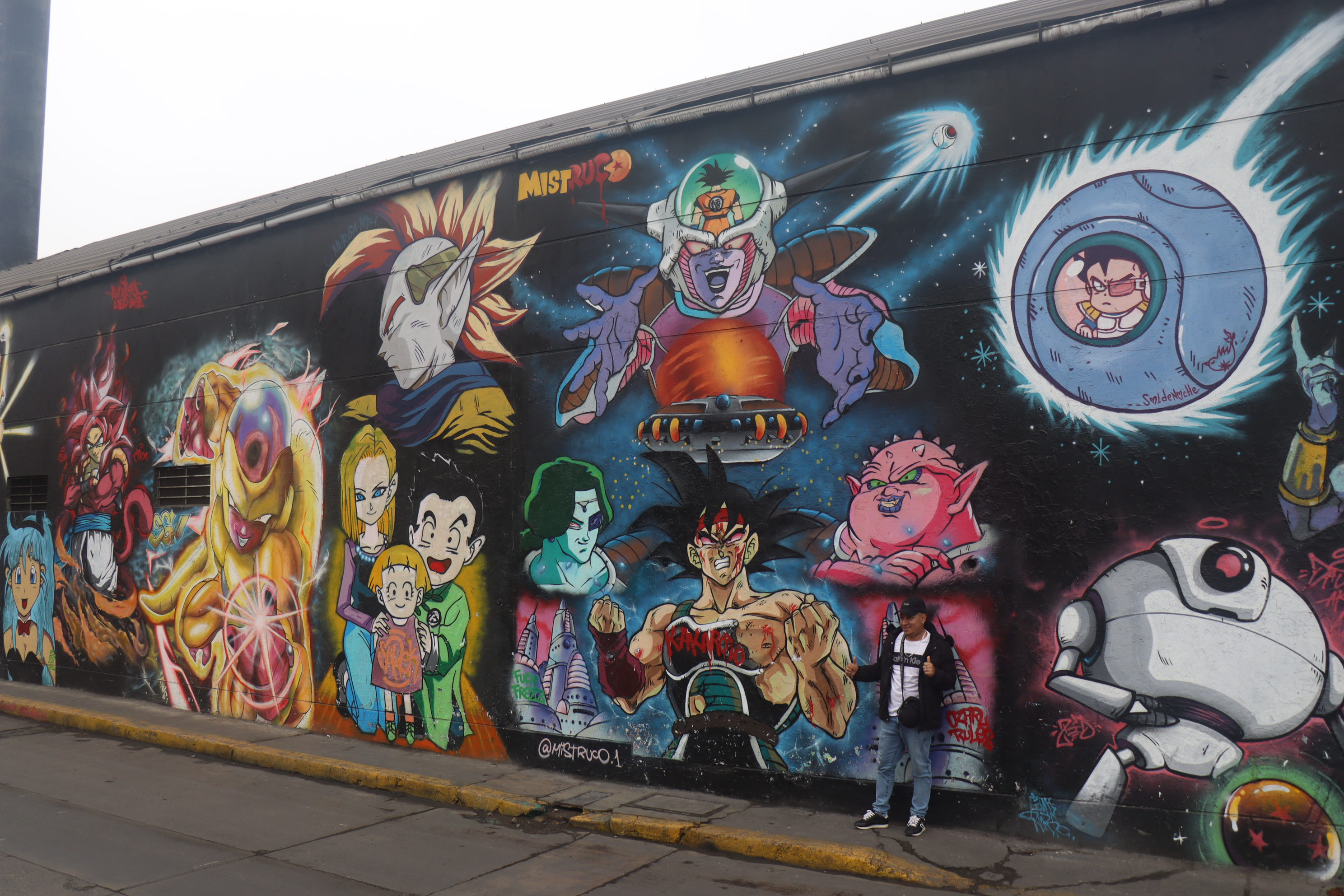
Graffitis muraux de personnages de Dragon Ball à Lima, au Pérou. Marron est la petite fille blonde au centre gauche.

Même si ses deux parents sont des experts en arts martiaux, Marron ne montre aucune capacité à combattre dans la série.
Son oncle est C-17, elle fit sa rencontre accompagnée de ses parents lorsque ces derniers s'apprêtaient à partir pour le Royaume du Vide pour le Tournoi du Pouvoir.
Elle apparaît aussi notamment dans Dragon Ball GT lorsque les habitants de la Terre sont contaminés par Baby. Marron, accompagnée de ses parents lors du départ pour la nouvelle planète créée par Shenron, sous l'ordre de Baby qui contrôle alors le corps de Vegeta.

### Mighty Mask
Mighty Mask (マイティマスク, Maiti Masuku) est en réalité un humain expert en arts martiaux qui apparaît aux 25e Tenkaichi Budokai. Il a également participé aux 24e championnat mais n'avait pas passé les éliminatoires. C'est un personnage assez musclé et il se cache sous un costume qui cache son visage. Il réussit à passer les éliminatoires lors du 25e tournoi. Mais avant qu'il ne puisse y participer, Trunks qui vient de remporter le tournoi junior décide de l'assommer et de lui voler son costume car il souhaite se battre avec les adultes. Le guerrier masqué devient donc Trunks porté par Son Goten. Ce dernier décide de percer deux trous pour pouvoir voir, mais cela ne les empêche pas de se déplacer difficilement. Malgré leur déguisement, les autres participants remarquent sa silhouette étrange car il possède de tout petits bras et jambes par rapport à sa taille. Finalement, le guerrier masqué doit se battre contre Killer au premier tour. Mais ce combat n'aura jamais lieu à cause du départ de Son Goku et des autres pour rejoindre Kaio Shin. Il disputera donc la bataille générale qui l'opposera à Mr Satan, C-18, Killer et Jewel. Il commencera par se débarrasser de Killer en un coup avant de disputer un beau combat contre C-18 en ignorant Mr. Satan. Malgré leurs difficultés pour bouger, Trunks et Son Goten font jeu égal avec C-18, mais pour en finir, ils décident de se transformer en Super Saiyan pensant que personne ne les remarquera. Mais malheureusement pour eux, C-18 devina qu'il s'agissait de Trunks et de Son Goten. Comme les deux petits n'hésitèrent pas à utiliser toute leur force, elle décida d'en finir et lança un Kienzan qui coupa le guerrier masqué en deux. Comme ils sont deux, l'arbitre les disqualifia immédiatement et Trunks et Son Goten s'en allèrent…

### Mokkeko
Mokkeko (猛血虎, Mōkkeko) participe au 28e Tenkaichi Budokai. Il perd le match contre Pan.

### Momie
La Momie est l'un des cinq combattants de Baba la voyante.

### Mutaito
Mutaito (武泰斗, Mutaito), doublé par Kenji Utsumi en japonais, décédé en 461, est le maître de Kamé Sennin (lui-même maître de Son Goku) ainsi que de Tsuru Sennin.
Lors de l'apparition du démon Piccolo (père de Piccolo), il entreprend de le combattre mais ne peut rien contre la puissance de ce dernier. Il met alors au point une technique très spéciale, le Mafuba, qui lui permet d'enfermer le démon Piccolo dans un autocuiseur. Cependant, ayant dépensé toute son énergie vitale pour réaliser cette technique, il meurt dans les bras de Kamé Sennin après l'avoir utilisée.
Dans l'anime uniquement, Son Goku le rencontrera grâce à une salle spéciale lui permettant de remonter le temps et l'espace. Il a même l'occasion de l'affronter, mais Mutaito se montre plus puissant.

#### Technique
- Mafuba

Le personnage de Mutaito apparaît dans le film live Dragon Ball Evolution. Il est interprété par Ernie Hudson.

## N

### Nam
Nam (ナム, Namu), doublé par Raoul Delfosse en français, né en 721 et décédé en 753 (Démon Piccolo), est un combattant humain, mesurant 1,82 m pour 68 kg, qui vient d'un village pauvre situé dans une région aride. Il a la peau sombre et porte des vêtements traditionnels indiens, notamment un turban sur la tête.
Il participe au 21e Tenkaichi Budokai afin d'empocher le 1er prix et ainsi sauver son village ravagé par la sécheresse. Pendant ce tournoi, il se bat contre Lanfan, puis contre Son Goku en demi-finale. Il réussit presque à le battre mais c'est finalement Son Goku qui remporte le combat. Par la suite, Kamé Sennin, qui a lu dans ses pensées, lui donne une Hop-pop Capsule pour qu'il retourne dans son village avec de l'eau. Il participe aussi (dans l'animé uniquement) au 22e Tenkaichi Budokai (cette fois pour le plaisir, son village ayant suffisamment prospéré). Mais cette fois, il n'atteint pas les quarts-de-finale, il se retrouve face à Ten Shin Han qui le bat facilement et violemment.
Plus tard, il est tué par Tambourine sous les ordres du démon Piccolo qui voulait assassiner tous les experts en arts martiaux ayant participé aux récents tournois. Mais il sera ressuscité en même temps que Krilin, Chaozu, Kamé Sennin et Guilan. On ne le revoit plus par la suite, si ce n'est à la fin du manga lorsqu'il donne son énergie à Son Goku pour vaincre Boo.

#### À propos du nom
Son nom vient de la prière bouddhique Namu Amida Butsu qui signifie Loué soit le bouddha Amida.

#### Techniques
- Technique de la croix céleste
- Technique suprême de la croix céleste

### Ninja Violet
Le ninja violet aussi appelé Ninja Murasaki est un mercenaire de l'armée du Ruban Rouge, officiant dans la Muscle Tower.
C'est un Ninja utilisant diverses armes (Katana, Kunaï, Shuriken, Boomerang). Il essaye d'empêcher Son Goku d'atteindre le sommet de la tour du muscle. Lors de son combat contre ce dernier, il fait preuve de ruse et d'agilité en usant de plusieurs techniques de camouflage, pièges, détournement d'attention... afin de vaincre son adversaire, cependant il est souvent tourné au ridicule par Goku qui retourne ses techniques contre lui.
Étant le deuxième commandant de la Tour du Muscle, après le colonel White, il est le seul a disposer d'un étage entier a son image, représentant une forêt japonaise typique, lui donnant avantage lors de ses combats.

## O

### Olibu
Olibu est un des combattants de maître Kaio lors du tournoi de l'au-delà, apparaissant dans des épisodes filler de Dragon Ball Z.

### Oob

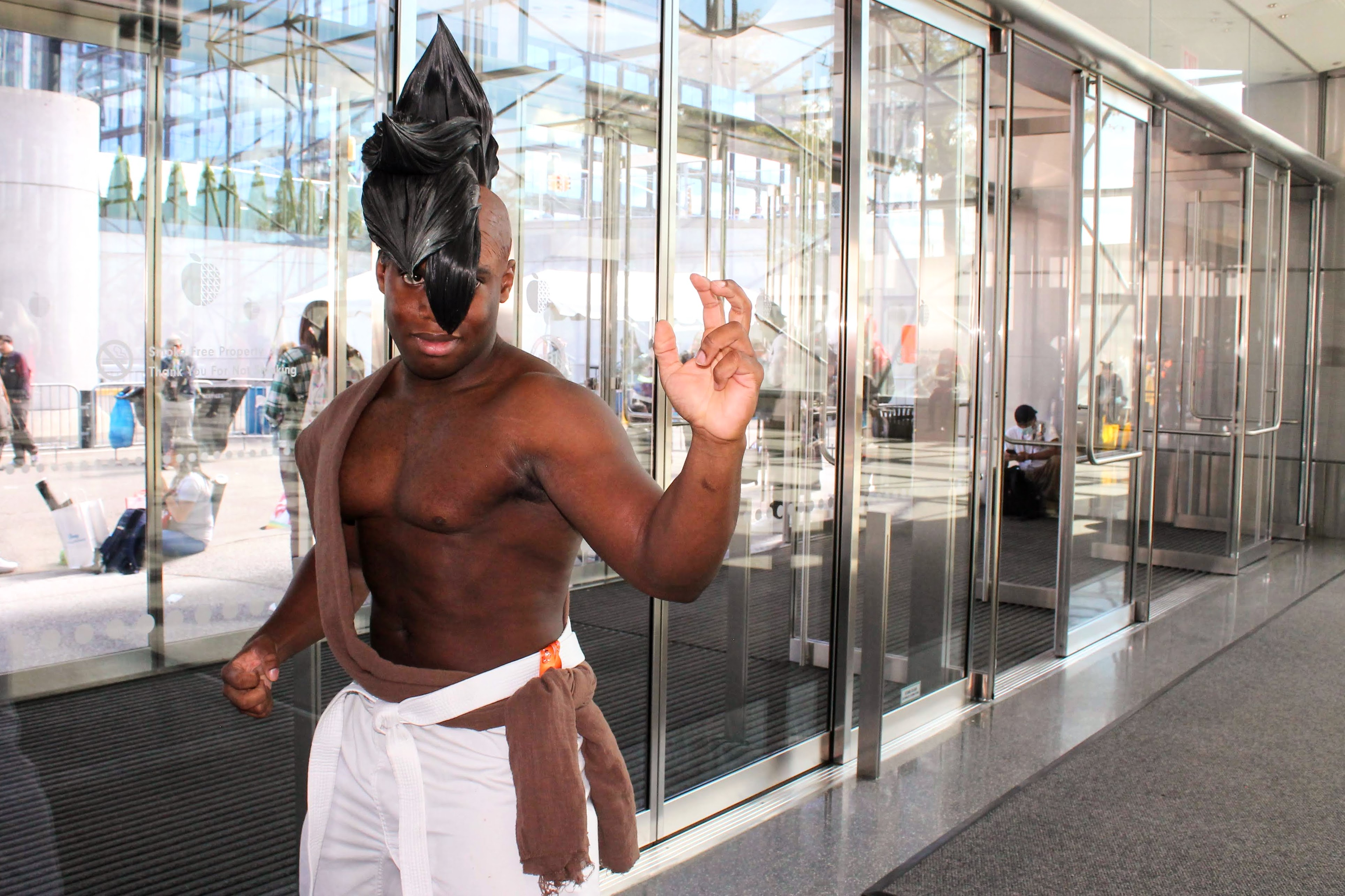
Cosplay d'Oob à la New York Comic Con 2022.

Oob (ウーブ, Ūbu), doublé par Megumi Urawa en japonais et David Lesser en français, né en 774, est la réincarnation de Boo.

#### Biographie
Il participe au Tenkaichi Budokai dans le but de gagner la récompense mise en jeu afin de sauver son village ravagé par la sécheresse. Lors de son combat contre Son Goku, il révèle une impressionnante puissance qui ne cesse de croître à mesure du combat et que la colère prend l'ascendant sur sa timidité. Finalement, Son Goku lui propose de prendre en charge son entraînement, ce qui marque la fin du manga et de l'anime Dragon Ball Z.
En tant que réincarnation de Boo, Oob est potentiellement un des plus puissants guerriers de l'univers, d'autant plus qu'il devient le disciple de Son Goku.
Dans la série télévisée Dragon Ball GT, il finit par fusionner avec la bonne partie de Boo qui vit oublié de tous sur Terre ce qui crée la naissance du guerrier Majoob.
Il est, depuis Dragon Ball GT, le plus puissant humain, après que les anciens combattants Z ont laissé leur place à la nouvelle génération.

#### À propos du nom
Son nom « Oob » vient de l'anagramme de « Boo ».

#### Famille
C'est la réincarnation de Boo souhaitée par Son Goku lorsque ce dernier tue le monstre à la fin du manga.

#### Techniques
- Kamé Hamé Ha

## P

### Pamputt
Pamputt (パンプット, Panputto) est un champion d'arts martiaux et aussi accessoirement un acteur de films d’action. Séduisant et idolatré par les jeunes filles, ce champion narcissique et vaniteux participe au vingt-deuxième Tenkaichi Budokai dans la série et rencontre Son Goku en quart de finale. Il apparait pour la première fois dans le volume 10 (Le 22e Tenka Ichi Budôkai) du manga bien qu'il ne combatte réellement que dans le volume 11 (Le grand défi).
Avant que le combat ne commence, Pamputt, particulièrement méprisant envers Son Goku, effectue une démonstration de ses techniques de combats. Pas du tout impressionné, Son Goku le met KO en trois coups de coude. Par la suite, Pamputt fait partie (dans l'animé) des champions d'arts martiaux assassinés par Tambourine. Ressuscité par les Dragon Balls en même temps que les autres, il ne réapparaît plus du tout, ni dans le manga ni dans l'animé.

### Pelace
Pelace (パレス, Paresu), également typographié Palace, nommée Valese dans la version française de l'anime, est une très belle jeune fille qui n'apparaît que dans Dragon Ball GT. C'est la petite amie de Son Goten. On la voit pour la première fois lorsque Baby arrive sur Terre. Elle n'apparait jamais sans Son Goten que ce soit en ville ou au téléphone. Par contre, bien qu'elle ait l'air très attachée à lui, elle semble extrêmement timide.
Elle vient d'une famille riche où elle est surprotégée (Par exemple nous voyons qu'elle a un couvre-feu assez tôt dans l'épisode 24) expliquant le fait qu'elle ne connait pas les glaces et les hamburger, même si sa famille a l'air de passer peu de temps avec elle (Son Goten est la première personne à l'avoir pris dans ses bras depuis qu'elle est bébé). Ceci lui offre donc beaucoup de points communs avec Videl.
À la différence de beaucoup d'autres humains, elle ne s'étonne pas que Son Goten se transforme en Super Saiyan, le trouvant même plus beau, et elle ne semble pas vouer un culte pour Mr. Satan.
Dans l'épisode 42, elle s'est fiancée à Son Goten.

### Pilaf
Pilaf (ピラフ, Pirafu), doublé par Shigeru Chiba en japonais et Pierre Trabaud (Dragon Ball) puis Antoine Nouel (Dragon Ball GT) puis Benjamin Pascal (Dragon Ball Super) en français, apparaît principalement au début de l'histoire, et plus rarement dans la suite. Bien que peu dangereux, il est le premier méchant que Son Goku rencontre et affronte dans la série.

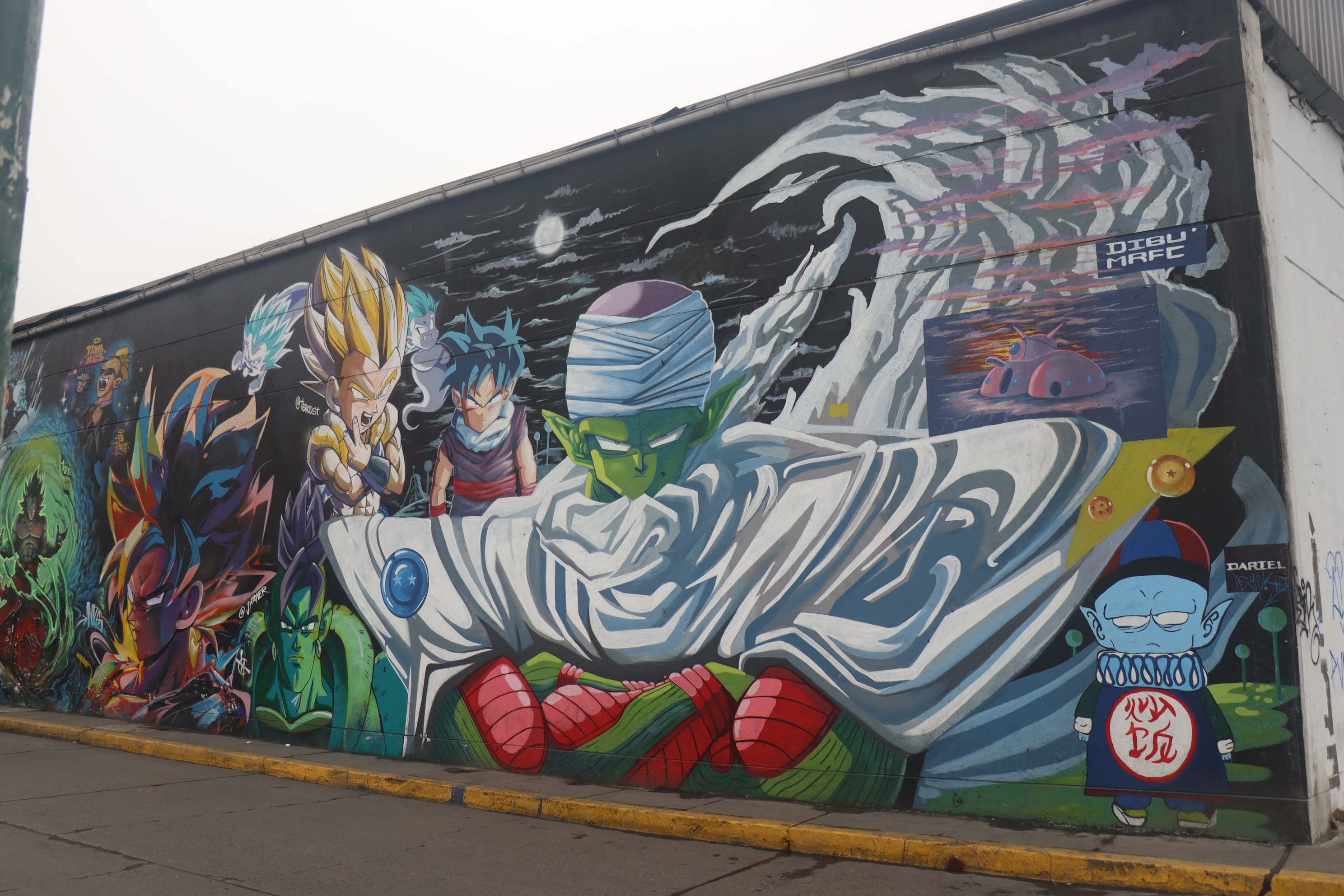
Graffitis muraux de personnages de Dragon Ball à Lima, au Pérou. Pilaf est celui tout en bas à droite.

Pilaf est généralement accompagné de deux sbires : Mai, une humaine, et Soba, un renard ninja.

#### Biographie
C'est un petit être à la peau bleue, qui souhaite dominer le monde en trouvant les sept Dragon Balls capables d'accomplir son vœu. Cependant, il ne parvient jamais à réaliser son souhait parce qu'à chaque fois il doit faire face à Son Goku et ses amis qui l'empêcheront de dominer le monde.
Ne renonçant jamais, Pilaf décide de délivrer le démon Piccolo pour que ce dernier puisse conquérir le monde et lui en laisse une part à contrôler. Cependant, le démon refuse de lui accorder quoi que ce soit et Pilaf échoue une fois de plus.
Pilaf n'apparaît pas dans les séries Dragon Ball Z et Dragon Ball Z Kai, mais il apparaît dans le film Dragon Ball Z: Battle of Gods et la série Dragon Ball Super. Toujours en quête des Dragon Balls, il a élu domicile à Capsule Corporation avec ses sbires, Soba et Mai et aident, entre autres, Bulma dans ses travaux quotidiens.
Il apparaît également au début de Dragon Ball GT. C'est lui qui, accidentellement, demande à Shenron de rendre à Son Goku la morphologie qu'il avait à dix ans, ce qui fait régresser une bonne partie de la puissance du Saiyan et l'entraîne dans des aventures périlleuses.

#### À propos du nom
Il porte le nom d'un mode de cuisson du riz, le « riz pilaf ».

### Piroshiki
Piroshiki (ピロシキ, Piroshiki), dit Le Grand Piroshiki, est un expert en arts martiaux et un des disciples de Mr Satan. Lui, il ne se rend pas compte qu'il est ordinaire et ne peut rien faire contre un être surhumain comme Cell.

### Pizza
Pizza (ピーザ, Pīza) est la manager de Mr Satan. Elle arrive au Cell Game en hélicoptère en compagnie de Caroni et Piroshiki.

#### À propos du nom
Son nom vient de la pizza.

### Mister Popo
Mister Popo (ミスター・ポポ, Misutā Popo), doublé par Georges Lycan en français, est le fidèle serviteur du Tout-Puissant. Il ne quitte jamais le palais céleste de son maître (mis à part dans la saga de Namek où il se rend à l'hôpital où Son Goku est soigné pour aller chercher Bulma afin de lui montrer le vaisseau spatial du Tout-Puissant, situé au-dessus de la tour du Maître Karin ou dans Dragon Ball GT pour raconter l'histoire des Dragon Balls fissurées).

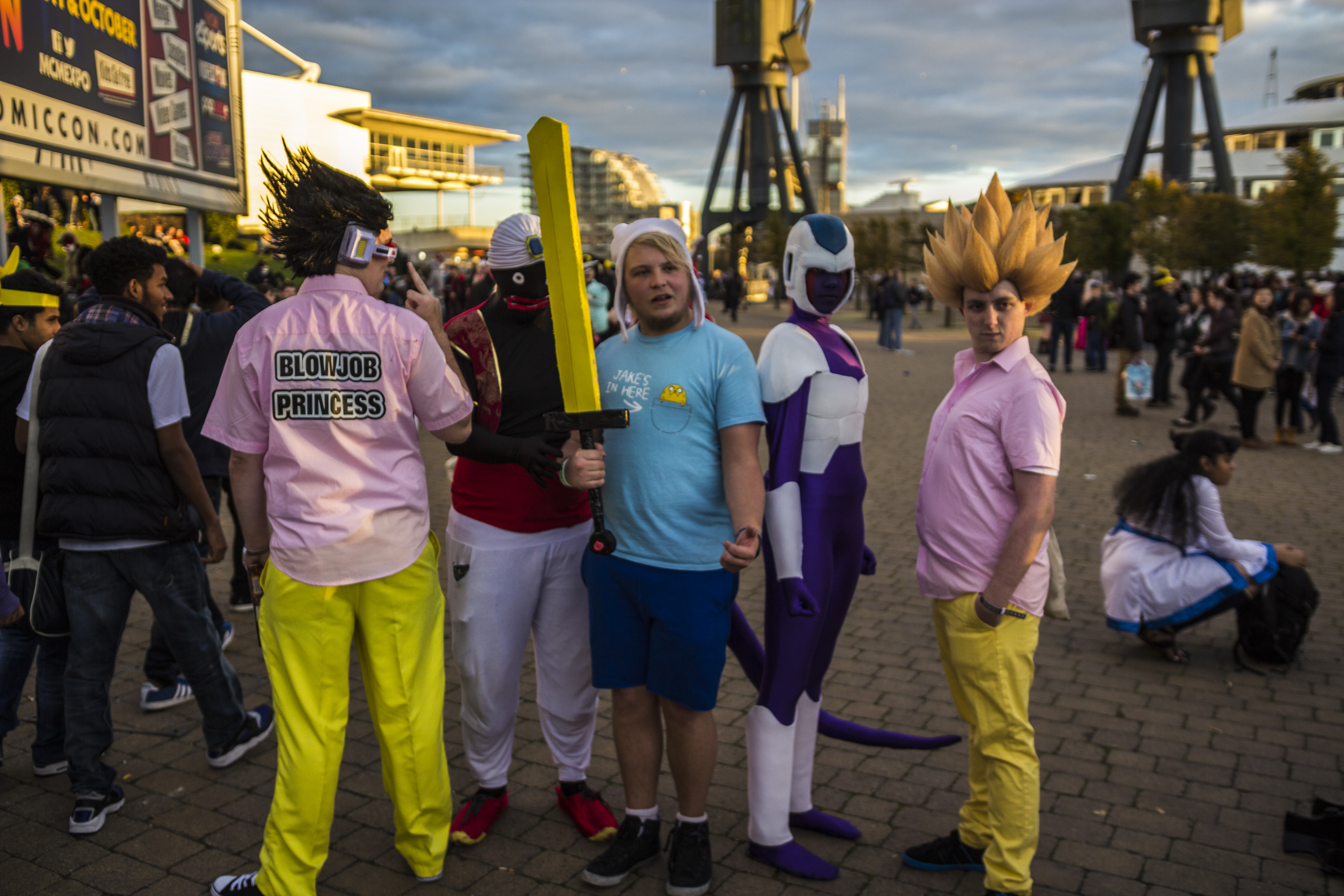
Cosplay de Mister Popo (derrière l'épée jaune) au MCM London Comic Con 2014.

On le voit pour la première fois dans Dragon Ball lorsque Son Goku, enfant, se rend au sanctuaire du Tout-Puissant après avoir vaincu le démon Piccolo, pour s'y entraîner. Il doit battre Mister Popo pour pouvoir rencontrer le Tout-Puissant mais il s'en montre incapable, car celui-ci prévoit tous ses mouvements et le contre à sa guise. Le Tout-Puissant accepte tout de même de le recevoir et lui dévoile entre autres que c'est Mister Popo qui a fabriqué le Dragon sacré Shenron, auquel il a ensuite lui-même donné la vie. C'est Mister Popo qui prend en charge l'entraînement de Son Goku pendant les trois années suivantes pour le préparer à affronter Piccolo, lui apprenant en particulier à discipliner son esprit et à faire le vide en lui.
C'est l'une des deux seules fois dans toute la série que Mister Popo montre ses qualités de combattant, car tout comme le Tout-Puissant, il sera ensuite dépassé par Son Goku et ses amis. On le verra lors des crises majeures impliquant le sanctuaire céleste : le combat contre Garlic au cours duquel il emmène le Tout-Puissant dans un endroit connu comme la zone divine afin de répandre l'eau magique sur Terre (événement exclusif à la série télévisée et totalement absent de l'histoire originale), la saga Cell où il révèle à Son Goku l'existence de la salle d'entraînement spéciale, la saga Boo où on voit qu'il est maintenant au service de Dendé jusqu'à la destruction du sanctuaire céleste par le monstre et la saga exclusive de Dragon Ball Daima où lui-aussi victime du sort de rajeunissement des protagonistes, révèle des informations sur les nouveaux antagonistes, informations par lequel nous découvrirons qu'il a des origines démones et que sous son chapeau oriental se cache des cornes.

#### Physique
Physiquement, il a un style très oriental, portant un turban, des babouches, un gilet et des boucles d'oreilles . Sa peau est totalement noire (hormis dans la version américaine de Dragon Ball Z Kai où sa peau est bleue), sa bouche est rouge, il a de tout petits yeux, il n'a peut-être pas de nez et ses oreilles sont pointues. Dans la version française, il parle avec un accent africain. Il sera l'un des seuls personnages qui ne changera jamais d'apparence de toute la saga Dragon Ball.

#### Combats
Il n'a mené aucun combat même s'il s'est retrouvé face à des ennemis.
Le seul combat est en fait un combat amical qu'il a mené contre Son Goku, combat que Popo a gagné. Popo est beaucoup plus puissant que Son Goku à leur première rencontre, alors que ce dernier était guéri de ses blessures avec des senzu. Popo est donc beaucoup plus puissant que Piccolo Daimaô, il aurait pu le battre facilement mais il devait rester avec le Tout-Puissant.

### Princesse serpent
Princesse serpent est un personnage de Dragon Ball Z. Elle rencontre Sangoku qui s'arrête à son Palais sur le chemin du serpent. Sangoku pense être arrivé chez Maitre Kaio. Elle souhaite que Sangoku reste chez elle. Elle utilise ses servantes et ses charmes afin qu'il reste et tombe même amoureuse de lui. Mais Sangoku est insensible. Elle finit par se sentir vexer et à utiliser ses sorts maléfiques pour l'anéantir. Mais Sangoku malin et confus lui retourne son attaque puis regagne le chemin du serpent. C'est la première fois alors qu'il arrive à voler.

### Puntar
Puntar (プンター, Puntā) est l'adversaire de Krilin pendant le 25e Tenkaichi Budokai de la saga de Boo. Il pèse 300 kilos et est doté d'une grande force. Il est également très agile malgré son poids. Il a perdu peu de combats. Cependant, il n'avait jamais affronté quelqu'un comme Krilin qui, en trois coups, le sort du ring.

## R

### Général Red
Le général Red (レッド総帥) est le chef suprême de l'armée du Ruban Rouge, la plus puissante organisation militaire de la Terre. De petite taille, il a les cheveux roux, et porte un bandeau sur l'oeil gauche.
Il emploie toutes les ressources de son armée afin de réunir les Dragon Balls. Ses subordonnés pensent que le général veut conquérir le monde à l'aide des Dragon Balls, mais on découvre finalement qu'il souhaite les acquérir afin de devenir plus grand, étant très complexé par sa petite taille.
Ses plans sont d'abord perturbés puis mis en danger par Son Goku qui détruit plusieurs unités d'élite de son armée. Il engage alors le terrible tueur à gages Tao Pai Pai pour l'éliminer. Mais Goku parvient à éliminer Tao Pai Pai, puis il se rend au quartier général de l'armée du Red Ribon pour reprendre les Dragon Balls. Les soldats ne parviennent pas à le stopper et commencent même à déserter. Voyant ses projets s'évanouir en fumée, le général Red révèle les raisons de sa quête des Dragon Balls à son assistant, le colonel Black, qui ne supporte pas cette futilité et l'élimine avant même l'arrivée de Son Goku.

## S

### Shapner
Shapner (シャプナー, Shapunā) est un humain qui apparait très brièvement au début de la saga Boo. Il est dans la même classe que Son Gohan. C'est un bon joueur de baseball et c'est là qu'il se rend compte de la force de Gohan. Bien qu'au début il se moque de lui (il le prend pour un intello), il deviendra son ami et plus tard, il l'encourage quand il découvre qu'il est le justicier de Satan City.
Son nom vient du mot anglais « sharpener » qui signifie « taille-crayon ».

### Capitaine Silver
Le capitaine Silver est un membre de l'Armée du Ruban Rouge.
Son équipe fut la première en contact avec Son Goku qui cherchait la même Dragon Ball. Son équipe facilement vaincue par celui-ci, le colonel Silver arrive tout de même à détruire le nuage magique avec un bazooka avant de se faire assommer.

### Grand-père Son Gohan
Son Gohan (孫悟飯, Son Gohan), doublé par Pierre Trabaud en français, est un vieillard, expert en arts martiaux et ancien élève de Kamé Sennin.

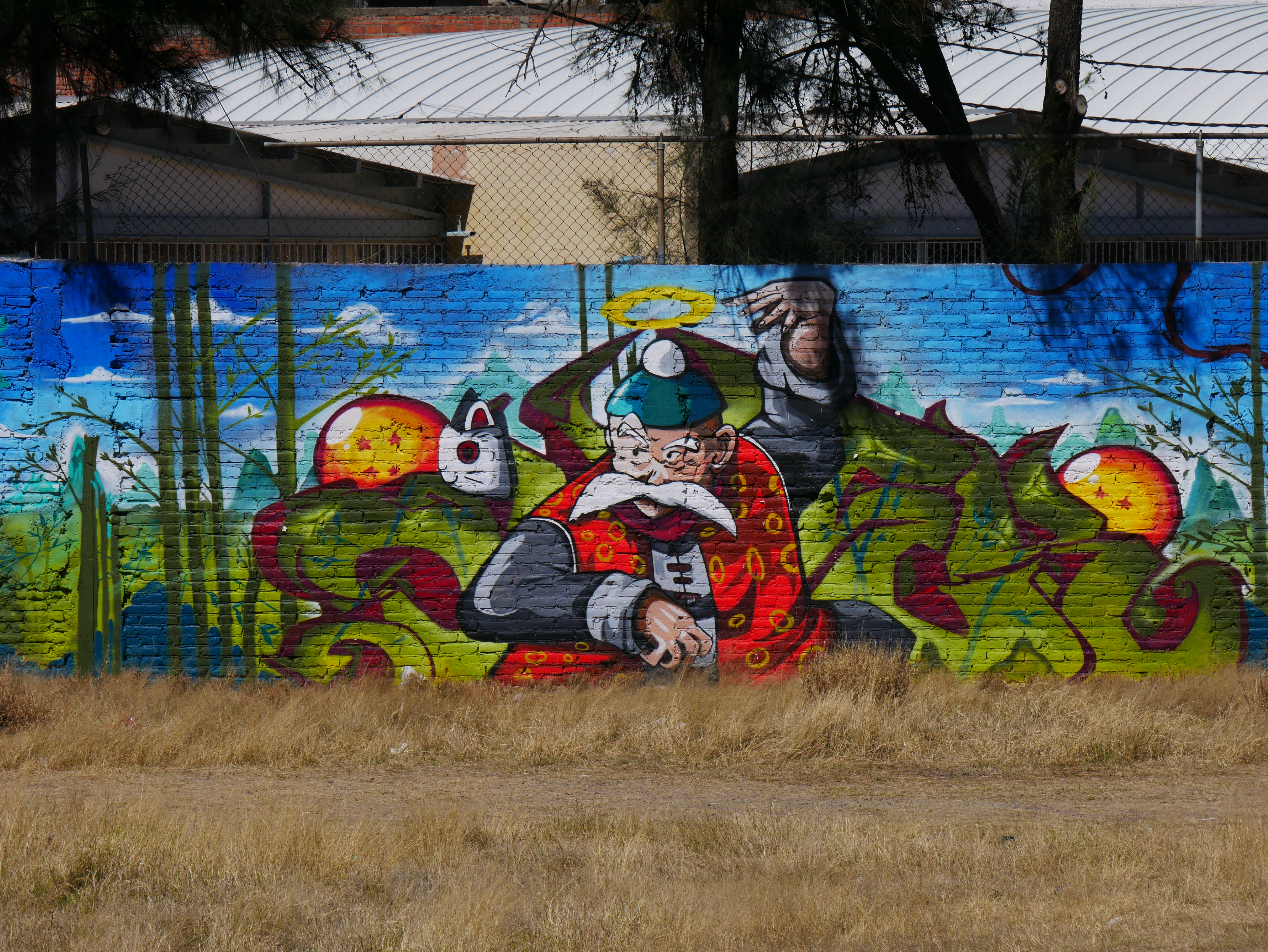
Graffiti mural de Son Gohan à Aguascalientes, au Mexique.

Un jour (dans l'histoire, avant le début du manga), s'écrase une navette spatiale non loin d’où habite Son Gohan. Se rendant immédiatement sur place, le vieil homme découvre un bébé à bord de l'engin. Il l'appelle Son Goku et décide de s'en occuper, de l'élever et de lui enseigner les arts martiaux. Quelques années plus tard, Goku, qui possède le mystérieux pouvoir de se transformer en singe géant lorsqu'il observe la pleine lune, finit par donner la mort involontairement à Son Gohan alors que ce dernier lui avait pourtant demandé de ne jamais observer l'astre lorsqu'il était dans cette phase pleine. Cependant, après ce tragique évènement, le jeune garçon redevenu conscient, ne se doute pas du drame qu'il a commis envers son grand-père adoptif. Ce n'est que quelques années après (lorsqu’il est capturé par Pilaf, pendant le Chapitre 21 du manga original) que Son Goku apprend qu'il est capable de se transformer en monstre et que c'est lui qui a tué son grand-père.
Lorsque débute l'histoire de Dragon Ball, Son Goku est donc seul dans la forêt, et il possède Su Shinchu, la Dragon Ball à quatre étoiles, cadeau que lui avait fait Son Gohan avant de mourir. C'est le seul souvenir que Goku a de son grand-père.
Quelques années plus tard, lorsque Son Goku et ses amis se rendent chez Baba la voyante, elle fait apparaitre Son Gohan afin que lui et Goku se battent en duel ; Son Goku ignore durant ce combat qu'il affronte son grand-père car ce dernier porte un masque. Ce n'est qu'après un moment que le vénérable vieil homme se dévoile pour la plus grande joie de Son Goku.
Dans les derniers épisodes de Dragon Ball, on apprend que Son Gohan vit avec une prêtresse qui a pour tâche de surveiller un brasier qui constitue « un pont d'âme » entre le monde des vivants et celui des morts. C'est pour cette raison que Son Goku ne retrouvera pas son grand-père plusieurs années plus tard au Kaïokaï.
Plus tard, lorsque Son Goku et Chichi ont un fils, ils décident de l'appeler Son Gohan en mémoire du grand-père de Son Goku.

#### Place dans la famille de Goku
Il adoptera Son Goku comme petit-fils.

#### Technique
- Kamé Hamé Ha

Le personnage de Grand-père Son Gohan apparait dans le film live Dragonball Evolution. Il est interprété par Randall Duk Kim.

### Spopovitch
Spopovitch (スポポビッチ, Supopobicchi), doublé par Georges Lycan et Marc Bretonnière en français, décédé en 774, est un combattant humain sans pouvoir particulier qui participe à plusieurs Tenkaichi Budokai, mais ce n'est que dans celui entamant la saga Boo qu'il prend une importance. Il a été vaincu par Mister Satan au tournoi précédent.
Tout comme son compère Yam, dans l'espoir d'une extraordinaire récompense, Spopovitch se met au service de Babidi, pour récolter l'énergie vitale dont a besoin Boo pour renaître à partir de celle des meilleurs combattants participant au 25e Tenkaichi Budokai.
Spopovitch arrive donc au tournoi, muni d'une force plus développée qu'on pourrait le croire. En attendant de trouver un combattant suffisamment puissant pour lui voler son énergie, il doit affronter Videl. Quoique semblant prendre l'avantage au début du combat, celle-ci ne parvient pas à vaincre la terrible force que Babidi a offert à Spopovitch. Celui-ci juge Videl pas assez puissante et réussit facilement à la battre. À l'instar des grands guerriers, Spopovitch peut pratiquer le Buku Jutsu et le Kikoha, sans compter son extraordinaire solidité. Cruel, il décide de s'amuser avec elle et de la torturer sur le tatami avant d'être stoppé par Yam qui lui rappelle leur but.
Lors du match entre Kibito et Son Gohan, ce dernier se transforme en Super Saiyan à la demande de Kibito. Muni d'un dispositif quantifiant l'énergie, Yam indique à Spopovitch que Son Gohan est la cible idéale. Spopovitch bloque alors Son Gohan tandis que Yam lui prélève son énergie grâce à un appareil spécial. Une fois l'appareil rempli, ils s'enfuient rapidement à la stupeur de tout le monde. Poursuivis discrètement par Kaio Shin et l'équipe de Son Goku, ils arriveront à rejoindre le vaisseau de Babidi mais celui-ci, sans remerciements, les élimine les jugeant désormais inutiles.
Le M de Majin apparait sur son front lorsqu'il est envouté par Babidi, ses cheveux disparaissent et sa musculature triple de volume.

#### Techniques
- Kikoha
- Buku Jutsu

### Suke
Suke, ou l'homme invisible, est l'un des cinq combattants de Baba la voyante.
Il affronta Yamcha lors d'un duel. Profitant de son invisibilité, Suke prends le dessus sur le combat en frappant son adversaire sans encaisser un seul coup. Voyant son ami dans l'impasse, Krillin a une idée pour aider Yamcha a emporter le combat : il va dénuder Bulma devant Tortue Génial, ayant pour conséquence de causer un important et immédiat saignement du nez. L'homme invisible, entièrement recouvert de sang, est alors visible aux yeux de tous. Piètre combattant une fois son avantage dissipé, il sera aisément vaincu par Yamcha et sa technique du loup.

### Suno
Suno (スノ, Suno) est une petite fille d'environ 10 ans, née en 740 dans le village enneigé de Jingle, sous l'emprise de l'armée du Ruban Rouge. Elle apparait la première fois dans le volume 5. Près de son village se trouve la Muscle Tower où réside le Commandant White. Elle trouve Son Goku, en train de mourir de froid dans la neige, à la suite du crash de son avion, elle le sauve en le ramenant au village. Une fois réchauffés, elle explique a Goku l'occupation du village par l'Armée du Ruban Rouge et le kidnapping du maire par celle-ci. Le mini-arc de la Tour du Muscle commence alors. Après avoir libéré le village de Suno, Son Goku repart à son aventure.
Son nom vient de « snow » qui signifie « neige » en anglais.
Par la suite, Suno refait plusieurs apparitions éphémères :
- Dans le volume 13, page 129, case 5. Elle regarde la télé avec ses parents au moment où le démon Piccolo tire au sort le numéro de la région de la planète qu'il va détruire.
- Dans le volume 42, page 164. Elle lève les bras au ciel pour alimenter le Genki Dama de Son Goku qui tente d'éliminer Boo.
- Dans Dragon Ball GT, dans l'épisode Le retour de Petit-Cœur. Son Goku doit téléporter tous les habitants de la Terre sur Tsuful, il passe au village de Jingle, Suno est accompagné de C-8 et de ses parents.

## T

### Tao Pai Pai
Tao Pai Pai (桃白白, Taopaipai), doublé par Chikao Ōtsuka en japonais et Georges Lycan en français, né en 459, est un tueur à gages, dont le général en chef de l'armée du Ruban Rouge (le général Red) loue les services pour éliminer Son Goku et récupérer ses Dragon Balls. Il le tue, du moins le croit-il, grâce à sa spécialité, le Dodompa, et lui prend ses Dragon Balls. Mais il se rend compte qu'il lui manque une boule. En effet, Su Shinchu (la boule à quatre étoiles) n'était pas dans le sac que portait Son Goku mais dans une sacoche à part. D'ailleurs, le Dodonpa n'a pas tué Son Goku car il a touché cette boule au lieu de le frapper directement.
Lorsque Tao Pai Pai revient, il est surpris de voir Son Goku vivant, d'autant que ce dernier a suivi entre-temps un entraînement avec Maître Karin. De ce fait, Son Goku réussit à se débarrasser du tueur qui passe pour mort. Lors du Tenkaichi Budokai auquel participe Son Goku, on apprend que Tao Pai Pai est le frère de Tsuru Sennin. Trois ans après, Tao Pai Pai réapparaît, mais devenu un cyborg et n'ayant que des envies de vengeance contre Son Goku, mais également contre Ten Shin Han car ce dernier a trahi Tsuru Sennin. Mais Ten Shin Han le vainc facilement.
Il fait ensuite quelques apparitions sporadiques dans des épisodes de l'anime Dragon Ball Z qui ne figurent pas dans le manga. Il travaille pour le compte d'un riche particulier en lui servant de garde du corps.

#### À propos du nom
Tao Pai Pai vient des caractères chinois tao qui représente le fruit de la pêche et pai qui signifie blanc. Akira Toriyama a choisi ce nom pour sa sonorité car il ne représente pas l'image d'un tueur à gages.

#### Famille
C'est le frère de Tsuru Sennin.

#### Personnalité
Sa rencontre avec Son Goku se passe en 750 et Tao Pai Pai est né en 459, c'est-à-dire à l'âge de 291 ans. Rien n'explique sa longévité.

#### Techniques
- Dodompa

### Ten Shin Han

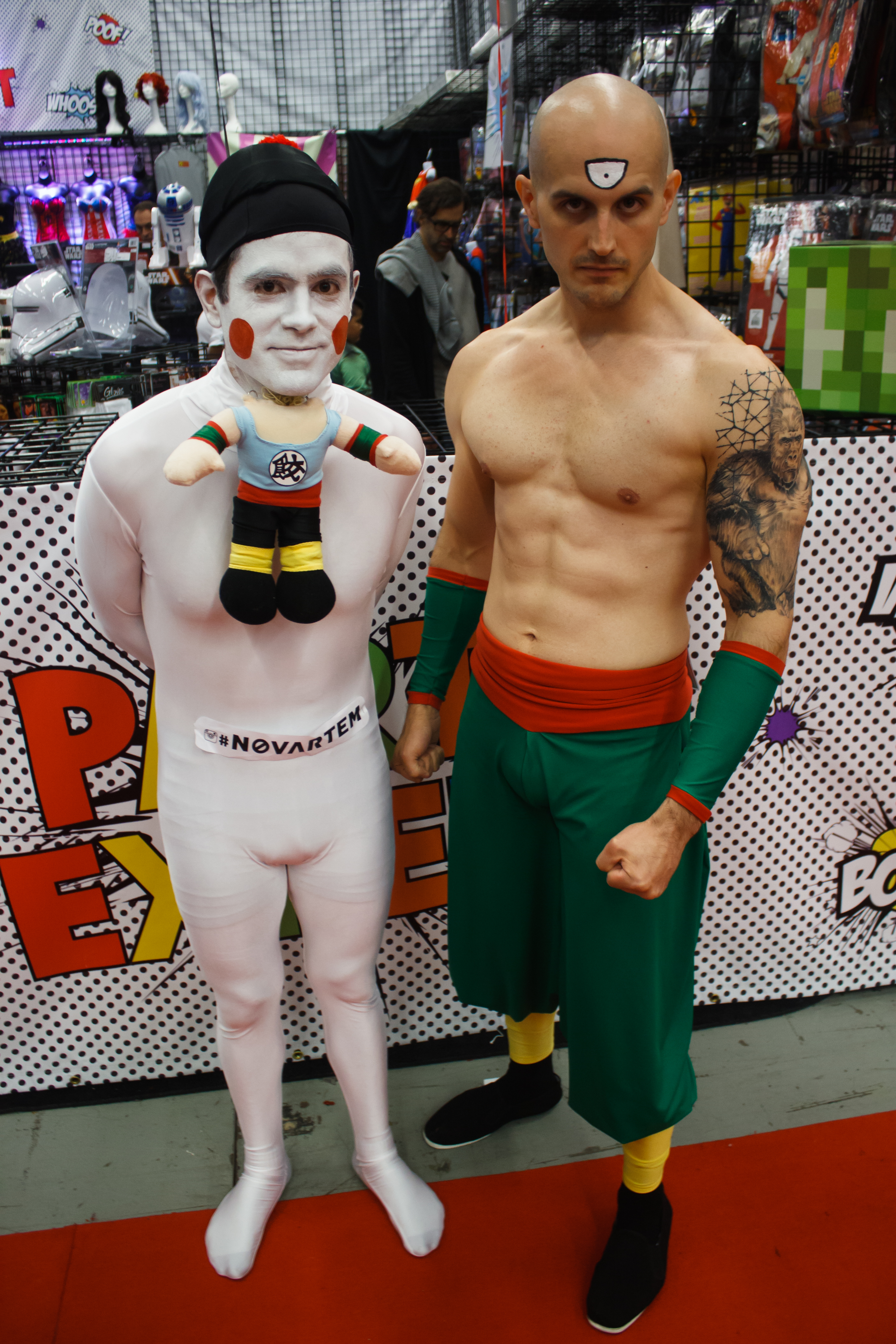
Cosplay de Ten Shin Han (à droite) au Comiccon de Montréal de 2016.

Ten Shin Han (天津飯, Tenshinhan), également connu sous le nom de Tenshinhan, doublé par Hirotaka Suzuoki et Hikaru Midorikawa en japonais et Georges Atlas et Marc Bretonnière en français, né en 733 et décédé en 762 (Nappa) et en 774 (Boo), est un personnage de Dragon Ball. Il apparaît pour la première fois le 24 février 1987 dans le Weekly Shōnen Jump.

#### Biographie
Ten Shin Han naît en 733 et mesure 185 cm pour 75 kg à l’âge adulte. Il est, avec son fidèle compagnon et ami Chaozu, l'élève de Tsuru Sennin. Il est introduit un peu plus tôt dans l'anime (Dragon Ball), où, avec Chaozu, il dresse une créature nommée Inoshikachô afin de terroriser des villageois et d'empocher la prime de capture de l'animal. Dans le manga, sa première apparition se fait lors du 22e Tenkaichi Budokai, il s'est inscrit au tournoi au début pour ridiculiser et tuer les disciples de Kamé Sennin (Son Goku, Krilin et Yamcha).
Ten Shin Han participe à ce tournoi et bat successivement Yamcha, Jackie Chun (qui est en fait Kamé Sennin, et qui décide d'abandonner) puis il affronte Son Goku en finale. Au cours de ce combat très disputé, Ten Shin Han, qui est capable de voler, utilise la technique du Kikoho pour détruire l'arène de combat, et il s'ensuit un affrontement final dans les airs. Ten Shin Han remporte le combat pour avoir touché le sol juste après Goku, qui a percuté une automobile.
Dans un premier temps, les relations entre Son Goku et Ten Shin Han sont pour le moins inamicales, ce dernier se comportant avec une extrême arrogance due à la mauvaise influence de son maître. Mais l'attitude de Ten change lorsqu'il se rend compte que son maître oblige Chaozu à désavantager Son Goku pour le faire perdre, et, désirant mener un combat loyal, il se libère de l'emprise de son mentor et dévoile son bon fond. À l'issue du combat, il devient ami de Goku et de ses proches.
Après l'arrivée du démon Piccolo, il assiste à la mort de Kamé Sennin et décide de s'entraîner pour maîtriser le Mafuba afin d'enfermer de nouveau le démon. Cependant, lorsqu'il le défie, il ne peut utiliser sa technique mais Son Goku arrive juste à temps pour le sauver. Il aide ce dernier à vaincre le démon Piccolo.
Ensuite, Ten Shin Han participe au tournoi des arts martiaux suivant. Il y affronte le frère de son ancien maître, Tao Pai Pai, qui est devenu un cyborg après avoir été battu par Son Goku autrefois. Ten se révèle bien plus fort que Tao Pai Pai mais il est tout de même surpris lorsque celui-ci se sert d'une épée sortie de son bras mécanique et s'en tire avec une cicatrice sur le torse, ce qui ne l'empêche pas de s'en débarrasser sans difficulté. Il affronte ensuite Son Goku en demi-finale. Le combat est équilibré jusqu'à ce que Goku se débarrasse des poids (plusieurs dizaines de kilogrammes) qu'il porte pour son entraînement. Malgré l'utilisation de ses meilleures techniques, Ten Shin Han est cette fois battu.
Plus tard, il s'entraîne auprès du Tout-Puissant en compagnie de Chaozu, Krilin, Yamcha et Yajirobé (ce dernier, bien que combattant, est plus intéressé par la nourriture que par l'entraînement) pour se préparer à l'arrivée de Nappa et Vegeta. Il acquiert une grande force (il bat un Saibaiman en un coup), mais est ensuite le premier à affronter Nappa, contre qui il n'est pas de taille, ce qui lui coûte un bras. Après le sacrifice de Chaozu, la colère lui donne un dernier souffle d'énergie qu'il utilise pour exécuter un terrible Kikoho avec un seul bras, mais cela ne suffit pas pour vaincre Nappa, et Ten Shin Han succombe à ses blessures. Après sa mort, il se rend sur la planète de Maître Kaio en compagnie de Yamcha, Chaozu et Piccolo pour y suivre un entraînement.
Après la défaite de Freezer, il est ressuscité, mais son rôle dans l'histoire est désormais réduit avec l'essor des puissants Super Saiyans. Il parvient tout de même à retarder Cell pour permettre aux cyborgs C-16 et C-18 de s'enfuir, en utilisant sa technique Shin Kikoho, qui projette Cell sur le sol, puis dans un trou creusé par l'attaque. Puis, il l'empêche de sortir en lui assenant des Kikoho dévastateurs répétés créés par ses vagues d'énergies. Il épuise ainsi toute son énergie, mais est sauvé par Son Goku lorsque Cell s'apprête à lui donner le coup de grâce.
Pendant le tournoi organisé par Cell, il combat l'un des Cell Junior. Dans la série télévisée Dragon Ball Z, il attaque Cell sous sa forme ultime avec Piccolo, Krilin et Yamcha.
Plus tard dans l'histoire, il prête main-forte à Son Gohan contre Boo, mais il n'est pas de taille contre le monstre.
Dragon Ball Super lui permet de redorer légèrement son blason puisqu'il participe à la plupart des batailles importantes. Ainsi lorsque le Dieu Beerus attaque la Terre et menace ses habitants, Ten Shin Han se joint à ses camarades pour tenter de le neutraliser, mais tous sont impuissants face au dieu déchainé. Lorsque Freezer est ressuscité par ses derniers fidèles grâce aux Dragon Balls et attaque la Terre avec plus de mille soldats, Ten Shin Han, Kamé Sennin, Krilin, Piccolo et Son Gohan s'unissent pour affronter cette armée en attendant l'arrivée de Son Goku et Végéta. Plus tard, Ten Shin Han est aussi sélectionné pour faire partie des dix combattants devant défendre l'univers 7 au Tournoi du Pouvoir organisé par les dieux. Malheureusement, il est éliminé après avoir vaincu deux adversaires, Preecho de l'univers 3 et un sniper de l'univers 2 nommé Hermila qui, embusqué derrière des rochers, tirait des rayons mortels sur Piccolo et Gohan.
On le revoit encore dans deux épisodes de Dragon Ball GT, mais un bref instant.

#### À propos du nom
Le ten shin han est en fait un plat japonais d'origine chinoise composé de riz recouvert d'une omelette au crabe, aux oignons et aux champignons.

#### Famille
Très peu d'informations existent sur la vie personnelle de Ten Shin Han, si ce n'est sa possible relation avec Lunch (mais en fait c'est surtout elle qui est amoureuse de lui) et le fait que Tsuru Sennin et Tao Pai Pai lui ont servi de maîtres et de pères spirituels, même s'il a fini par se retourner contre eux. Chaozu est apparemment la seule personne au monde pour qui Ten Shin Han ait de l'affection, ils vivent tous les deux en réprouvés comme des frères de sang.

#### Physique
Aussi chauve que Krilin, Ten Shin Han a une apparence humaine, excepté le fait qu'il possède un troisième œil frontal, qui multiplie sa vue par trois. Ainsi, dans le septième dictionnaire encyclopédique de Dragon Ball, Ten Shin Han est décrit comme un « triclope », c'est-à-dire une personne possédant trois yeux. Ten Shin Han fait cependant partie de la race des humains. Outre son troisième œil au milieu du front, Ten Shin Han est le plus musclé des équipiers de Son Goku alors qu'il n'est pas l'un des plus forts.

#### Techniques
- Aibīmu
- Buku Jutsu
- Dodompa
- Haikyuken
- Kikoho
- Shiyoken
- Taiyoken
- Shin Kikoho

#### Puissance
- Au 22e Tenkaichi Budokai : 180[db_fr_au 1]
- Après Raditz :
  - 250[db_fr_pf 3]
- Nappa et Vegeta : 1 830 (maximum)[db_fr_au 1]

### Akira Toriyama
Akira Toriyama (鳥山 明, Toriyama Akira) est l’auteur même du manga Dragon Ball, mais il se dessine également lui-même comme un personnage apparaissant dans le manga. Il porte tout le temps un masque sur le visage. On le voit aussi avec un T-shirt sur lequel on peut lire Bird. Dans le manga, il apparaît pour s'excuser des copier coller de la Danse de la fusion entre Son Goten et Trunks.

#### Dialogue
Krilin : Ce ne sont pas mes oignons, mais… l'auteur est en train de gagner de l'argent bien facilement ! Depuis tout à l'heure il ne fait que recopier les mêmes dessins !

Akira Toriyama : Eh… M. l'éditeur… Cette page ne vous sera pas facturée… C'est pas une blague !

### Tsuru Sennin
Tsuru Sennin (鶴仙人, Tsurusenn), ou Mik Her Crane, Corbeau Génial ou le maître des Grues, doublé par Ichirō Nagai en japonais et Éric Legrand en français, est un vieux maître des arts martiaux qui faisait partie de la même école que Kamé Sennin lorsqu'ils étaient plus jeunes. Il combattit les sbires du démon Piccolo aux côtés de Muten Roshi lorsqu'il répandit le chaos sur terre. Il fait participer ses deux disciples, Ten Shin Han et Chaozu, au 22e Tenkaichi Budokai. C'est un vieillard méchant et malhonnête qui, lors du combat entre Ten Shin Han et Son Goku, force Chaozu à intervenir discrètement pour faire perdre Son Goku. Lorsque Ten Shin Han s'en aperçoit, il demande à son maître d'arrêter, mais celui-ci refuse, et c'est alors que Kamé Sennin envoie un puissant Kamé Hamé Ha sur lui et l'éjecte à des kilomètres.

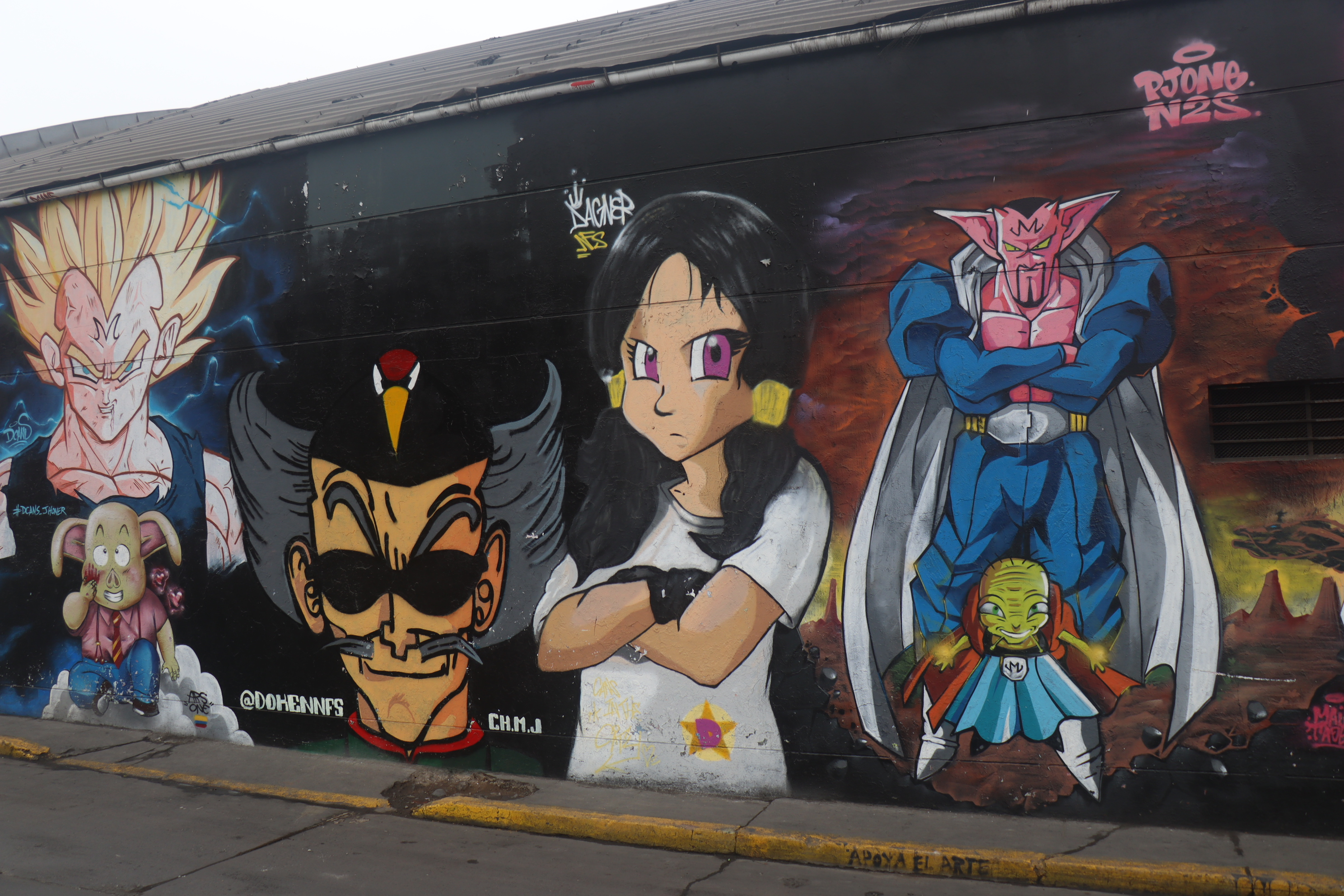
Graffitis muraux de personnages de Dragon Ball à Lima, au Pérou. Tsuru Sennin est celui au centre gauche.

Il revient lors du tournoi suivant en compagnie de son frère Tao Pai Pai. Ils furent chassés par Ten Shin Han, après que Tao Pai Pai eut tenté de tuer de façon déloyale l'ancien disciple de son frère.

## U

### Upa
Upa (ウパ), doublé par Mitsuko Horie puis Takeshi Kusao en japonais et Claude Chantal, Sophie Gormezzano et Régine Teyssot puis Vincent de Bouard en français, est un jeune indien qui apparait vers le début de l'histoire.
Il vit avec son père dans une forêt, au pied de la tour Karin où se trouve l'une des Dragon Balls, dont l'armée du Ruban Rouge et Son Goku sont à la recherche. Il trouve la Dragon Ball, et par conséquent se fait kidnapper par le commandant Yellow, puis est sauvé par Son Goku. Tao Pai Pai, envoyé par le Général Red pour tuer Son Goku, affronte Bola, le père d'Upa et le tue. Après avoir laissé Son Goku pour mort, ce dernier parvient à retrouver ses esprits et promet à Upa de ressusciter son père en récupérant les Dragon Balls.
Après avoir réuni six des sept Dragon Balls, Son Goku décide d'emmener Upa avec lui chez Baba la voyante pour retrouver la septième. Upa y affronte un vampire avec Puerh. Son Goku parvient finalement à récupérer la dernière Dragon Ball et retourne au pied de la tour Karin avec Upa pour invoquer le Dragon sacré. Upa formule alors à Shenron le vœu de ressusciter son père, que celui-ci lui accorde.
On revoit brièvement Upa lorsqu'il est adulte beaucoup plus tard dans l'histoire, lorsqu'il donne son énergie à Son Goku pour que celui-ci forme un Genki Dama pour vaincre Boo.

## V

### Colonel Violet
La colonel Violet est une des commandantes de l'armée du Ruban Rouge.

## W

### Commandant White
Le commandant White est un des chefs de l'armée du Ruban Rouge. Il contrôle une région du grand Nord enfouie sous la neige.
Comme les autres membres de l'armée, il recherche les Dragon Balls. Il doit faire face à Son Goku qui attaque son quartier général, la Tour du Muscle, afin de délivrer le maire d'un village qui y est retenu en otage.
Le commandant White assiste à la progression de Son Goku à travers les différents étages de la tour. Ce n'est pas un très bon combattant et il est facilement vaincu par Son Goku. Il fait alors mine de se rendre mais il prend le maire en otage puis tire sur Son Goku dans le dos, l'envoyant au tapis. Cela provoque la furie de C-8 qui lui décoche un direct surpuissant, l'envoyant valser au loin et le tuant probablement. Son Goku sort finalement indemne de la balle qui l'avait touché.

## Y

### Yajirobé
Yajirobé (ヤジロベー, Yajirobē), doublé par Mayumi Tanaka en japonais et Philippe Ariotti en français, est un homme des bois, mesurant 165 cm, assez robuste que Son Goku rencontre dans une forêt lorsqu'il se lance à la poursuite du démon Piccolo, après la mort de Krilin. Lors de cette première rencontre et à la suite d'un malentendu, les deux futurs amis se livrent un court combat où les deux protagonistes semblent de forces égales.

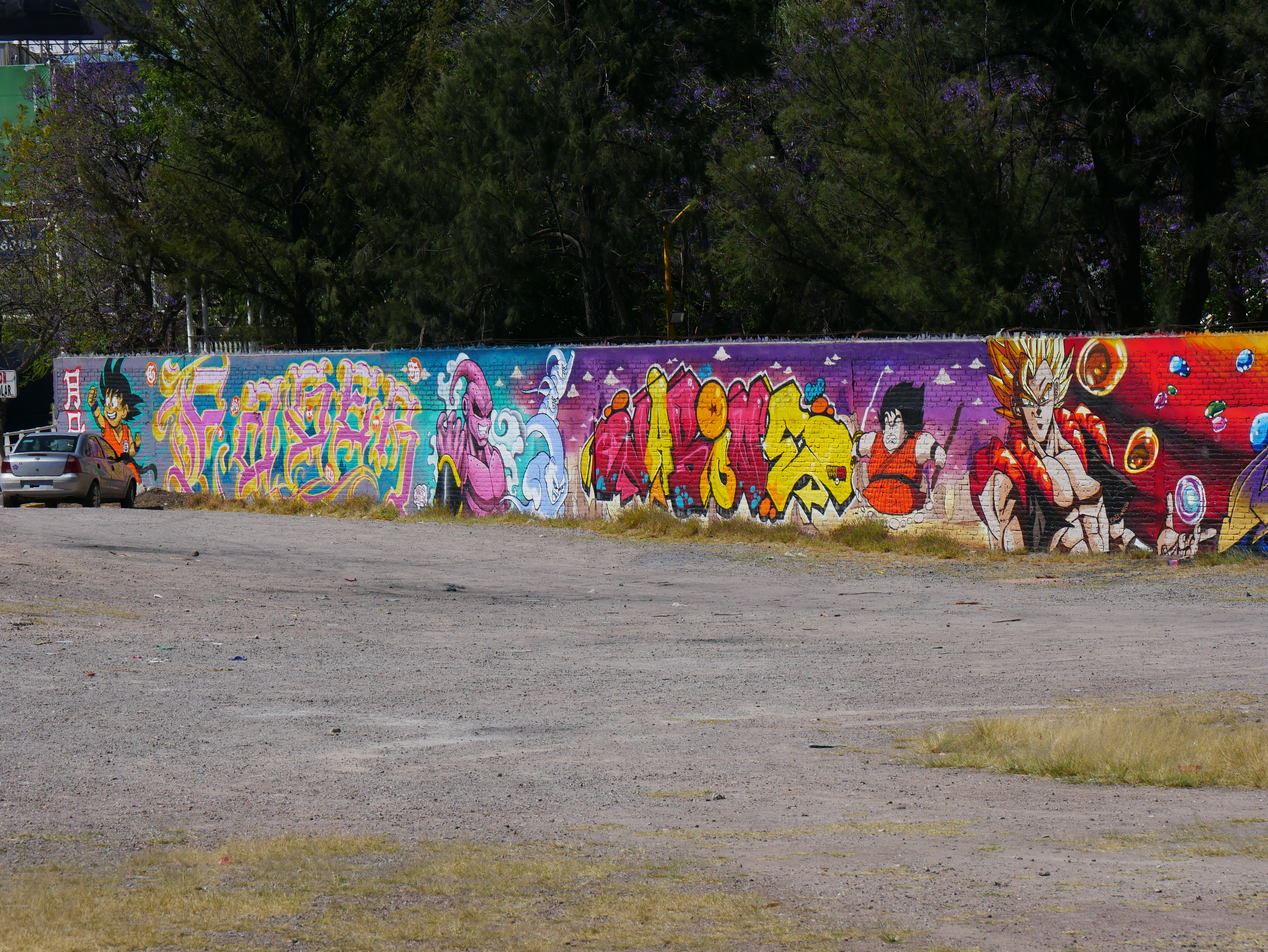
Graffitis muraux de personnages de Dragon Ball à Aguascalientes, au Mexique. Yajirobé est celui au centre droit, en tenue orange.

Il n'aide pas Son Goku à affronter le démon Piccolo, puis, après la défaite de Son Goku, il le transporte jusqu'en haut de la tour Karin pour qu'il y soit soigné, et qu'il puisse boire la Chôshinsui. Par la suite, Yajirobé décide de rester vivre à la tour avec Maître Karin, où il peut assouvir son principal désir : manger.
Motivé lorsqu'il s'agit de manger, Yajirobé l'est moins lorsqu'il doit se battre. Bien qu'il soit assez doué, Yajirobé est paresseux et peureux ce qui lui a valu d'être vite dépassé par les autres amis de Son Goku. C'est ainsi qu'il délaisse à plusieurs reprises Son Goku et ses amis alors que ceux-ci doivent faire face à des adversaires redoutables mais affronte sans problème des adversaires faibles comme Cymbal. Mais il aide parfois ceux-ci en leur apportant des senzu. Il a aussi son moment de gloire lors du combat que mènent Son Goku, Krilin et Son Gohan contre Vegeta. Il tranche en effet la queue de ce dernier avec son sabre, lorsque celui-ci, après s'être transformé en singe géant, est sur le point d'écraser ses adversaires, puis il lui porte un coup de sabre qui l'affaiblit considérablement.
Mis à part ce combat, il représente souvent, par sa lâcheté et sa gourmandise, un personnage comique, bien que secondaire, du manga.
Il réapparaît dans Dragon ball Super. Dans l'arc de Black Goku, le Yajirobé du futur explique que Maitre Karin l'a sauvé des cyborgs en lui donnant le dernier Senzu qu'il lui restait. Il se terre avec les derniers humains en vie dans les égouts de la ville. Il se fait tuer par Zamasu en même temps que les autres survivants.

#### À propos du nom
Yajirobé vient du nom d'un jouet, le yajirobéé, un petit pantin avec de longs bras en balancier.

### Yamcha
Yamcha (ヤムチャ, Yamucha), doublé par Tōru Furuya puis Ryota Suzuki en japonais et Éric Legrand, Gérard Surugue et Éric Etcheverry en français, né en 733 et décédé en 762 (Saibaiman) et en 774 (Boo), est, au début de la série, un des personnages principaux et participe à toutes les batailles puis, petit à petit, devient de plus en plus secondaire pour ne plus avoir que quelques apparitions à la fin de la série comme d'autres personnages tels que Ten Shin Han, Chaozu, Krilin et Yajirobé. Il apparaît pour la première fois le 12 janvier 1985 dans le Weekly Shōnen Jump.

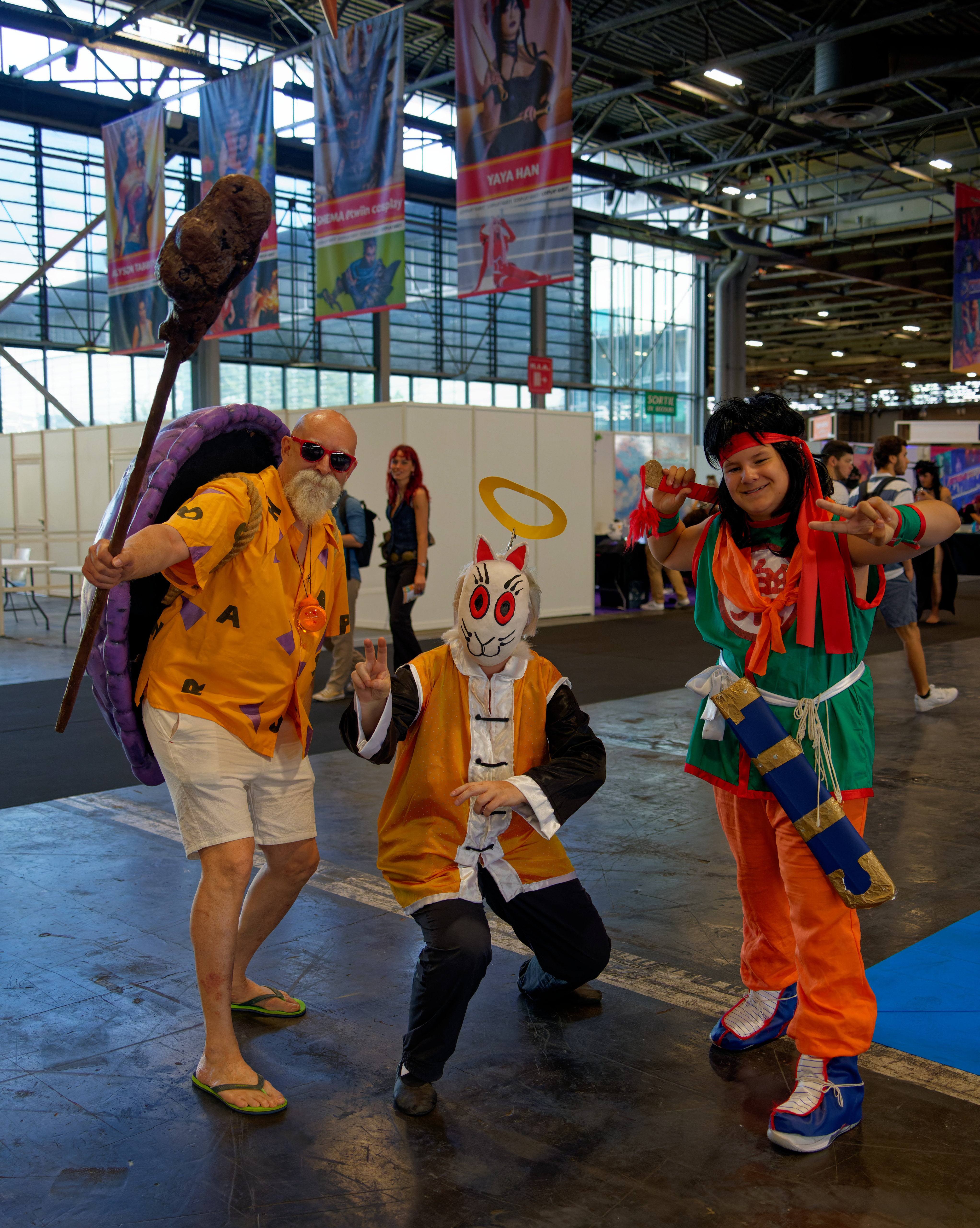
Cosplay de Yamcha (à droite) à la Japan Expo 2024.

Yamcha fait l'objet d'une série dérivée éditée par Shūeisha, via le service de prépublication en ligne du Shônen Jump+. Le manga est intitulé Dragon Ball Gaiden et réalisé par le mangaka Dragon Garô Lee et raconte l'histoire d'un jeune étudiant fan de manga projeté dans l'univers de Dragon Ball Z se retrouvant coincé dans le corps de Yamcha après avoir perdu connaissance. D'abord frustré de se retrouver coincé dans le corps d'un personnage considéré comme faible, il se rend vite compte qu'il possède un atout majeur en connaissant tous les événements à venir et décide de faire suivre une voie différente à Yamcha pour qu'il devienne l'un des terriens les plus forts. Après avoir suivi l'entrainement de Tortue Géniale, Maitre Karin et du Tout Puissant, il se rend sur Namek pour demander à Saichoro de révéler sa puissance caché en lui et s'entraine ensuite auprès de Nail afin de parfaire ses techniques. De retour sur Terre, Yamcha possède une puissance de combat qui lui permet de vaincre facilement les Saibaiman et Nappa. Il prête ensuite main forte à Son Goku dans son combat contre Végéta, permettant ainsi à toute la Z-team de survivre à ce terrible affrontement.

#### Biographie

##### Dragon Ball
De son nom complet Yéna Yamcha, c'est un jeune homme, né en 733 et mesurant 183 cm pour 68 kg à l’âge adulte,, inséparable de son ami Puerh, petit animal volant capable d'utiliser la technique « polyforme ». D'abord voleur de grand chemin qui rançonne les voyageurs passant près de son repaire situé au fin fond d'un désert, il rencontre une très sérieuse opposition lorsqu'il essaye de s'en prendre à Son Goku, enfant qu'il croyait inoffensif. Contraint d'abandonner le combat lorsque Bulma se manifeste (Yamcha est très intimidé par les femmes durant sa jeunesse), il entend parler des Dragon Balls lorsqu'il tente à nouveau d'aller rançonner durant la nuit Bulma, Son Goku et Oolong. N'étant pas en mesure de s'en emparer cette nuit là, ni le lendemain matin où il subira une défaite au corps à corps face à Son Goku, il se décide à son tour de réunir, avant ces trois-là, les Dragon Balls et espère ainsi pouvoir demander au dragon sacré Shenron de faire disparaître sa timidité maladive envers les filles. Il suit donc Son Goku et Bulma dans leurs aventures jusqu'au château de Pilaf, dans le but de leur voler les Dragon Balls une fois que ces derniers les auront toutes réunies à sa place. Durant cette traque, Yamcha et son compagnon Puerh seront amenés à participer ponctuellement à l'aventure et à aider Son Goku et ses amis lorsqu'ils sont en mauvaise passe. Tous deux se joignent finalement à l'équipe lorsque le véhicule de Bulma est détruit par un tir de roquette tiré par Soba, l'un des hommes de main de Pilaf, lui aussi à la recherche des Dragon Balls. Yamcha participe, aux côtés de cette équipe, à l'infiltration manquée du palais de Pilaf, à la mise en détention du groupe, et à sauver la vie de tout le monde lorsque Son Goku se transforme en singe géant. C'est Puerh et lui-même qui tranchent la queue de l'enfant afin qu'il retrouve sa forme normale. Après la disparition du dragon, la possibilité de faire un vœu immédiat s'évanouit pour Yamcha, mais son aventure aux côtés de Bulma l'a en partie désinhibé et, pris d'un coup de foudre réciproque pour celle-ci, il se rend compte qu'il a malgré tout eu ce qu'il voulait. Bulma et lui se mettent alors en couple, et cette dernière étant très riche et vivant dans une vaste demeure, l'invite à venir vivre en ville à ses côtés avec son compagnon.
Expert en arts martiaux, Yamcha est exceptionnellement fort pour un être humain. Il participe par la suite aux trois Tenkaichi Budokai correspondant à l'enfance et à l'adolescence de Son Goku, mais est éliminé à chaque fois en quart de finale. Lors du premier tournoi, il est facilement battu par Jackie Chun sans jamais parvenir à le toucher, et éjecté du ring par une simple manchette du vieil homme propulsant de l'air à haute vitesse.
Il participe plusieurs jours plus tard aux renforts envoyés pour aider Son Goku à attaquer le quartier général de l'armée du Red Ribon mais arrive trop tard, le jeune garçon étant parvenu à l'anéantir à lui seul. Il aide néanmoins ce dernier en participant aux combats dans le palais de Baba la voyante afin qu'elle leur révèle la position de la dernière Dragon Ball que cherche alors Son Goku. Après l'élimination de Draculaman par l'action combinée de Puerh et Upa, Yamcha prend la relève et affronte l'homme invisible. Ayant énormément de difficulté à le toucher et à l'esquiver, il finit néanmoins par le vaincre grâce à une aide désespéré de Krilin, ayant mis au point un plan saugrenu pour révéler la position du combattant. Yamcha affronte ensuite la momie au-dessus des toilettes des démons, une arène sous laquelle se trouve un chaudron d'acide. Son adversaire est bien trop redoutable pour lui, et il n'échappe à la mort qu'en abandonnant le combat à la dernière minute.
Kamé Sennin ayant affronté Yamcha lors du 22e Tenkaichi Budokai et ayant assisté à tous ces combats chez Baba la voyante, a finalement décelé un fort potentiel chez le jeune homme. Il décide donc de le prendre par la suite en formation aux côtés de Krilin pendant trois ans, dans le but de les préparer tous deux pour le prochain tournoi. Durant ces années de formation, Yamcha continue de fréquenter Bulma, et il apprend en secret à maîtriser la technique du Kamé Hamé Ha.
Lors du tournoi suivant, Yamcha rencontre Ten Shin Han peu de temps avant le début du tournoi et très vite les deux personnages se détestent, voyant chacun en eux un rival important. Yamcha se qualifie à nouveau pour les phases finales, et Ten Shin Han fait appel aux techniques télésinétiques de Chaozu pour truquer le tableau final du tournoi afin qu'il rencontre Yamcha dès les quarts de finale. Le combat entre les deux hommes est rude, Yamcha y dévoile toutes ses techniques mais est finalement vaincu par Ten Shin Han qui en profite pour lui briser une jambe alors qu'il est KO. Ten Shin Han, après son combat contre Son Goku qui voit sa victoire et le titre de champion du monde accordé, n'est plus le même homme impitoyable qu'au début du tournoi. Il fait acte de contrition auprès Yamcha pour la cruauté gratuite qu'il lui a fait subir, et Yamcha lui pardonne. Néanmoins, sa jambe brisée empêche le jeune homme de participer de la moindre façon aux événements qui suivent avec le retour de Piccolo.
Après la mort du roi démon Piccolo, Yamcha part s'entraîner pendant trois années aux côtés de Krilin, Chaozu et Ten Shin Han dans un tour du monde initiatique similaire à l'entraînement que Son Goku avait lui aussi suivi jadis. Il en revient avec trois énormes cicatrices qui lui balafrent à jamais le visage. De retour pour participer avec ses compagnons pour le 23e Tenkaichi Budokai, Yamcha, à nouveau, se qualifie pour les phases finales et y rencontre un individu apparemment faible et peureux nommé Shen. Croyant disposer là d'une victoire facile, Yamcha ne prend pas ce combat au sérieux et y va doucement afin de ne pas trop blesser cet individu. C'est une erreur qui lui coûte cher car Shen est un humain en réalité possédé par le Tout-Puissant que celui-ci utilise afin de passer incognito le tournoi et ainsi affronter et tuer Piccolo qui lui aussi y participe. Après s'être rendu compte qu'il a sous-estimé gravement son adversaire, Yamcha sort des techniques avancées beaucoup plus poussées, mais le Tout-Puissant dispose d'un niveau bien supérieur à celui-ci et finit par le vaincre.
Personnage présent depuis les débuts de la série, l'évolution du niveau et des techniques de combat du jeune homme ont pu être suivies tout du long des différentes aventures et tournois. Les plus significatives furent en premier lieu le Roga Fufu Ken utilisé pour la première fois contre Son Goku dans le désert, puis le Kamé Hamé Ha contre Ten Shin Han lors du 22e Tenkaichi Budokai et le Sokidan contre Shen lors du tournoi suivant. Faisant partie des compagnons de Son Goku parmi les combattants les plus prometteurs jusqu'alors, il va passer progressivement au second plan dans la suite de l'histoire, d'une part derrière la puissance inégalable des Saiyans, mais également celle de Piccolo et des cyborgs qui vont complètement le surclasser. Bien qu'à la suite de ces nombreux entraînements, Yamcha devienne l'un des humains les plus puissants jamais vus dans l'histoire de Dragon Ball, celui-ci ne parvient jamais à dépasser en puissance Ten Shin Han, qui a toujours été beaucoup plus doué que ce dernier. Yamcha et Krilin longtemps furent au coude à coude en termes de niveau de puissance, mais lorsque ce dernier se rend sur Namek et voit son potentiel révélé par le doyen des Nameks, Krilin devient définitivement l'être humain le plus puissant ayant jamais existé, reléguant Yamcha à la troisième place.

##### Dragon Ball Z
Dans la seconde partie de l'histoire (après la naissance de Son Gohan), Yamcha, qui vit toujours en couple avec Bulma, apprend la mort de Son Goku du fait de l'intervention de Raditz sur Terre, et que Piccolo a pris sous sa tutelle son fils afin de l'entraîner en prévision de l'arrivée de deux autres Saiyans sur Terre un an plus tard. Yamcha est alors invité par le Tout-Puissant dans son palais aux côtés de Ten Shin Han, Chaozu, Krilin et Yajirobé afin de suivre et de dépasser l'entraînement que Son Goku a suivi jadis, et ceci afin d'aider à affronter les Saiyans. La plupart d'entre eux ayant un niveau bien supérieur à celui dont disposait Son Goku au moment où celui-ci avait suivi cet entraînement, leur progression est fulgurante. Six mois après le début de leur formation, le Tout-Puissant leur confesse qu'ils ont tous dépassé son niveau (de manière inégale en fonction des individus), et qu'ils doivent désormais aller finir de s'entraîner seuls sur Terre.
Lorsque Nappa et Vegeta arrivent sur Terre, un an après la mort de Raditz, Yamcha dispose d'un niveau de puissance bien supérieur à celui qu'avait Son Goku lorsqu'il avait affronté ce dernier. Yamcha rejoint Piccolo, Son Gohan, Krilin, Ten Shin Han et Chaozu pour contrer la menace des deux Saiyans. Ces derniers, considérant leurs adversaires comme de vulgaires microbes, se contentent d'utiliser les guerriers Saibaiman pour s'occuper d'eux. Mais Ten Shin Han parvient à en vaincre un très facilement et Yamcha décide alors d'affronter le second. Celui-ci est également mis au tapis avec assez d'aisance par Yamcha, mais la créature utilise alors sa technique d'autodestruction pour éliminer instantanément le guerrier terrien qui est totalement pris au dépourvu. Yamcha est instantanément tué et devient ainsi le seul des guerriers défendant la Terre à ne pas avoir pris part directement au combat contre l'un des deux Saiyans. À la suite de sa mort, Krilin devient fou de rage, convaincu que Yamcha a combattu à sa place pour qu'il ne meure pas à nouveau, et donc, ne puisse pas être ressuscité par le dragon sacré Shenron. Il élimine alors à lui seul dans un accès de colère trois des quatre Saibaiman restants.
L'histoire ne se termine néanmoins pas immédiatement pour Yamcha, bien qu'il ne prenne plus part dans l'histoire officielle à des combats dans lesquels il a le moindre avantage significatif. À la suite de sa mort et de celle de Ten Shin Han, Chaozu et Piccolo durant le combat contre les Saiyans, leurs corps se voient sauvegardés et expédiés dans l'au-delà. Ils empruntent alors la route du serpent pour se rendre auprès de maître Kaio et suivre ainsi le même entraînement que Son Goku durant sa mort. Lorsque ces quatre personnages sont morts, ces derniers étaient bien plus puissants que ne l'était Son Goku à sa mort un an plus tôt. Alors que Son Goku avait mis six mois pour parcourir la route du Serpent, eux y parviennent en moins de deux mois. Yamcha passe plus de 130 jours à s'entraîner chez maître Kaio. Son niveau de combat y est considérablement rehaussé, mais toutefois, sans jamais parvenir à atteindre celui des Saiyans, de Piccolo ou même de Krilin. Il est ressuscité 130 jours après la fin de la saga Freezer sur Namek par un des trois souhaits exaucé par le dragon sacré Polunga des Nameks. Il y retrouve sa compagne Bulma, avec laquelle il va vivre en paix, mais avec la présence de Vegeta désormais vivant lui aussi sous le même toit.
Lorsque Son Goku revient sur Terre, Yamcha assiste à l'arrivée de Freezer et de son père, ainsi qu'à l'intervention de Trunks qui les élimine. Mis au courant par Son Goku de la future menace des cyborgs, Yamcha se prépare en s'entraînant chez Bulma, mais il sait désormais pour avoir évalué la puissance de Freezer en direct que les ennemis qu'ils doivent affronter lui sont très supérieurs en tous points. C'est durant les trois années d'entraînement qui précèdent l'attaque des cyborgs que Yamcha et Bulma, en couple depuis les tous débuts de l'aventure, se séparent. Bulma, désormais, s'est éprise de Vegeta, avec lequel elle a un fils, Trunks.
Yamcha participe encore un peu à la saga des cyborgs dans un rôle très secondaire mais ayant tout de même des conséquences. Il est ainsi le tout premier des compagnons de Son Goku à découvrir C-19 et C-20 lors de leur première attaque révélée. Il est rapidement maîtrisé par C-20, alias le Dr Gero, qui lui aspire son énergie par les petites cellules présentes dans ces mains, avant de lui perforer le thorax d'un mouvement du bras. La chute d'énergie de Yamcha à la suite de ce coup fatal permet à ses compagnons de repérer les cyborgs et de venir les affronter. Soigné par un senzu, Yamcha prévient ses compagnons de la technique employée par les deux cyborgs pour absorber l'énergie de leurs ennemis. Il secourt Son Goku alors que ce dernier souffre de sa maladie cardiaque, et le ramène chez lui afin de lui administrer le médicament adéquat. Yamcha assiste par la suite au Cell Game, sans aucun espoir d'essayer d'affronter Cell, simplement en tant que spectateur. Il doit néanmoins combattre un des multiples Cell Junior que la créature pond afin de faire souffrir les compagnons de Son Gohan. Complètement dépassé par le niveau de cette créature, il ne fait que subir les coups sans jamais pouvoir riposter. Il est sauvé par Son Gohan devenu un Super Saiyan 2, qui éradique tous les Cell Juniors s'en prenant à ses amis.
Pour ce qui concerne la suite de l'aventure, il termine par un rôle plus qu'anecdotique dans la saga Boo, relégué au rang de simple spectateur d'un tournoi d'art martiaux auquel il n'a pas souhaité participer, connaissant l'écart de niveau entre lui et ceux de ses compagnons qui y participent.
Il ne joue aucun autre rôle jusqu'à la fin de la saga.

##### Dragon Ball Super
Yamcha n'a pas de rôle important dans cette suite de Dragon Ball Z. Toutefois, il est le personnage central d'un épisode dans lequel Beerus et Champa se défient au baseball. 

#### À propos du nom
Son nom se prononce comme l'expression cantonaise yum cha, qui signifie littéralement « boire le thé » (en chinois : 飲茶).

#### Techniques
- Roga Fufu Ken
- Sokidan
- Buku Jutsu
- Kamé Hamé Ha
- Transposition

Le personnage de Yamcha apparaît dans le film live Dragon Ball Evolution où il est interprété par Joon Park. Dans le film, le personnage n'a aucun pouvoir et ne pratique pas les arts martiaux.

### Yam
Yam (ヤムー, Yamū), ou Yamu, décédé en 774, a été conditionné par Babidi tout comme Spopovitch pour récolter l'énergie vitale dont a besoin Boo pour renaître à partir de celle des meilleurs combattants participant au 25e Tenkaichi Budokai. Plus tard, Babidi n'ayant plus besoin de lui, Puipui l'élimine.
Le « M », qui signifie Majin, apparaît sur son front lorsqu'il est envoûté par le sorcier Babidi.

#### À propos du nom
Son nom vient de l’igname (ヤム, Yamu).

#### Technique
- Buku Jutsu

#### Tome de l’édition simple
1. ↑  Dragon Ball (édition simple) – Tome 40

#### Tome de laPerfect Edition
1. 1 2  Dragon Ball (Perfect Edition) – Tome 03
2. ↑  Dragon Ball (Perfect Edition) – Tome 06
3. ↑  Dragon Ball (Perfect Edition) – Tome 14
4. ↑  Dragon Ball (Perfect Edition) – Tome 10

#### Autre livre
1. 1 2 3 4 5 6 7 8  Le Dictionnaire de Dragon Ball

#### Épisode deDragon Ball Z
1. ↑  Dragon Ball Z – Épisode 126

#### Ouvrage

##### Édition simple
- Akira Toriyama (trad. du japonais par Kiyoko Chappe), Dragon Ball [« ドラゴンボール »], t. 18 : Maître Kaïo, Grenoble, Glénat, coll. « Shônen »,‎ 15 novembre 1995, 11,5 × 18 cm, couverture couleur, broché (ISBN 978-2-7234-1861-4 et 2-7234-1861-8, ISSN 1253-1928, présentation en ligne)
- Akira Toriyama (trad. du japonais par Kiyoko Chappe), Dragon Ball [« ドラゴンボール »], t. 40 : La Fusion, Grenoble, Glénat, coll. « Shônen »,‎ 12 janvier 2000, 11,5 × 18 cm, couverture couleur, broché (ISBN 978-2-7234-2856-9 et 2-7234-2856-7, ISSN 1253-1928, présentation en ligne)

##### Perfect Edition
- Akira Toriyama (trad. du japonais par Fédoua Thalal), Dragon Ball [« ドラゴンボール »], t. 03, Grenoble, Glénat, coll. « Shônen »,‎ 24 juin 2009, 240 p., 14,5 × 21 cm, couverture couleur, broché (ISBN 978-2-7234-6775-9 et 2-7234-6775-9, ISSN 1253-1928, présentation en ligne)
- Akira Toriyama (trad. du japonais par Fédoua Thalal), Dragon Ball [« ドラゴンボール »], t. 06, Grenoble, Glénat, coll. « Shônen »,‎ 27 janvier 2010, 236 p., 14,5 × 21 cm, couverture couleur, broché (ISBN 978-2-7234-6778-0 et 2-7234-6778-3, ISSN 1253-1928, présentation en ligne)
- Akira Toriyama (trad. du japonais par Fédoua Thalal), Dragon Ball [« ドラゴンボール »], t. 10, Grenoble, Glénat, coll. « Shônen »,‎ 22 septembre 2010, 232 p., 14,5 × 21 cm, couverture couleur, broché (ISBN 978-2-7234-7470-2 et 2-7234-7470-4, ISSN 1253-1928, présentation en ligne)
- Akira Toriyama (trad. du japonais par Fédoua Thalal), Dragon Ball [« ドラゴンボール »], t. 14, Grenoble, Glénat, coll. « Shônen »,‎ 18 mai 2011, 232 p., 14,5 × 21 cm, couverture couleur, broché (ISBN 978-2-7234-7886-1 et 2-7234-7886-6, ISSN 1253-1928, présentation en ligne)

##### Autre livre
- Akira Toriyama (trad. du japonais par Olivier Huet), Le Dictionnaire de Dragon Ball, Grenoble, Glénat, coll. « Art of », 3 novembre 1999, 312 p., 18,8 × 26,3 cm, couverture couleur, broché (ISBN 978-2-7234-2945-0 et 2-7234-2945-8, OCLC 422071415, BNF 39110010, présentation en ligne)